# Капитал хуацяо в экономике Индонезии

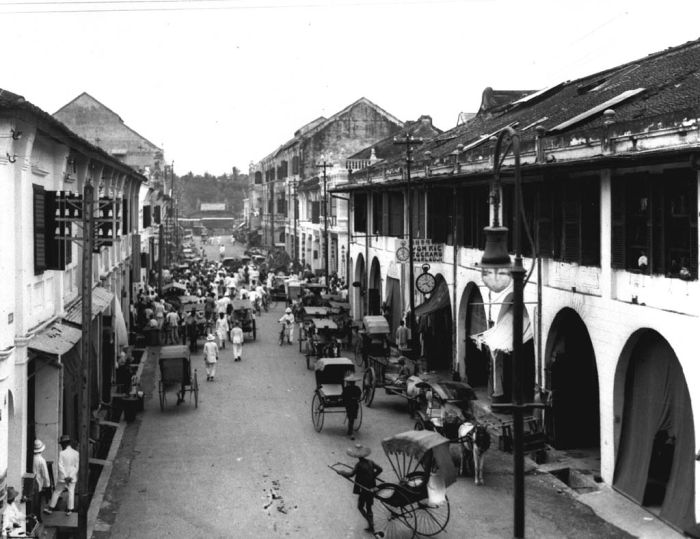
Китайский квартал Медана

Капитал хуацяо (выходцев из Китая) занимает ключевые позиции в экономике Индонезии. История деятельности китайских предпринимателей на островах Малайского архипелага, ныне входящих в состав Индонезии, уходит своими корнями в Средневековье. Она изобилует как периодами подъёма и покровительства со стороны правящих кругов, так и протекционистскими мерами властей по защите коренной буржуазии. В колониальный период китайские предприниматели заняли ведущие позиции в компрадорской деятельности, что подогревало среди местных элит антикитайский шовинизм и стимулировало социальное отчуждение между коренным населением и хуацяо.
После обретения Индонезией независимости деятельность хуацяо постепенно сместилась из розничной торговли и ростовщичества в область промышленности и банковского дела. Часть китайской буржуазии смогла извлечь выгоду из национализации иностранного капитала и сотрудничества с новыми властями страны. Нередко против ассимилированных китайцев, которые традиционно были очень влиятельной силой в торгово-финансовой системе Индонезии, вспыхивали погромы, инспирированные их экономическими конкурентами, но прикрытые религиозными или иными лозунгами (при этом, с конца 1960-х годов правительство Индонезии начало предпринимать меры к ослаблению стихии антикитайских выступлений, однако, не всегда успешные и последовательные).
Либерализация государственной политики относительно капиталов хуацяо и ослабление дискриминационных барьеров по отношению к китайским бизнесменам привели к замедлению оттока средств из страны, возвращению части ранее вывезенных капиталов, поддержке официальной экономической политики и государственных программ. В современной Индонезии этнические китайцы продолжают играть важную роль в экономике страны, занимая в некоторых отраслях доминирующее положение. Хуацяо составляют большинство миллиардеров Индонезии, им принадлежит бо́льшая часть частных компаний страны, они наиболее часто создают совместные предприятия с иностранными инвесторами.
Китайская деловая община Индонезии характеризуется наличием богатого опыта предпринимательской деятельности, заложенного ещё в колониальный период, широкими региональными связями, что открывает хуацяо доступ к международному рынку капитала и современных технологиям, а также консолидированностью на общинной основе (практика «гуаньси»), что вызвано неприязненным отношением со стороны коренного населения и особенно коренных предпринимателей. Индонезийские хуацяо являются составной частью так называемой «бамбуковой сети» и тесно связаны с земляками как Юго-Восточной Азии, так и Китая и Тайваня.

## История

### Древний и средневековый периоды

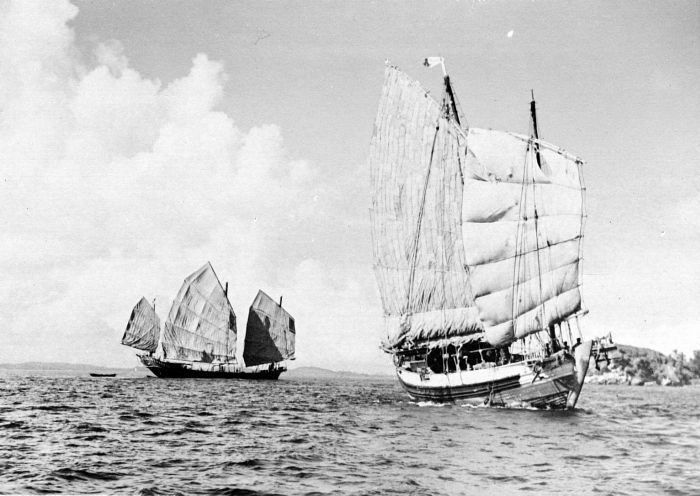
Джонки, на которых китайские мореплаватели издревле ходили вдоль берегов Юго-Восточной Азии

Китайские торговцы и другие мореплаватели посещали острова Малайского архипелага с древнейших времён. Уже в хронике «Ханьшу» имеется первое упоминание об архипелаге. В 132 году один из правителей Явы отправил посольство к Ханьскому двору, после чего такие посольства стали обычным явлением и для других островных государственных образований. В 430 и 452 годах посольства к китайскому двору посылал правитель Калинги (Центральная Ява), также в V веке посольства отправлял правитель юго-восточной Суматры (в китайских источниках это государство именовалось «Ганьтоли»), в 518 году — правитель Поли (Восточная Ява и Бали), в 644 году — правитель Малаю (центральная Суматра). Кроме чисто дипломатических функций такие посольства играли и торговую роль, знакомя императоров Поднебесной с товарами, производимыми на островах.
В 670 году посольство к Танскому двору отправил правитель царства Шривиджая (юго-восточная Суматра), а в 671 году Шривиджаю и соседнее царство Малаю посетил китайский монах Ицзин. Уже в VIII веке Шривиджая превратилась в могущественную морскую империю, доминировавшую на морских путях через Малаккский и Зондский проливы (по ним суда из Персии и Индии шли к берегам Китая и обратно). Махараджи Шривиджаи посылали регулярные посольства в Китай и поддерживали с династией Тан торговые сношения.
Для I тысячелетия были не характерны компактные поселения с преемственным, из поколения в поколение, этнически устойчивым китайским населением. Поселения появлялись и исчезали, часть их жителей возвращалась в Китай, часть через несколько поколений ассимилировалась окружающими народами архипелага. В период династии Сун (X — XIII века) заметно усилилась эмиграция из Южного Китая торговцев, искавших новые рынки сбыта для своих товаров, и безземельных крестьян, которые стремились заработать себе на пропитание. Из-за частых конфискаций властями купеческих судов и принудительных наборов с них моряков, необходимых императорам для ведения непрерывных войн с чжурчжэнями, многие китайские купцы предпочитали бежать в «Южные моря» с накопленными капиталами и там начинать жизнь заново.
В X веке на северном побережье Явы, преимущественно в портовых городах, стали появляться первые поселения китайцев. Многие из них изначально не имели средств к существованию. Бедные китайцы нанимались к своим зажиточным землякам продавцами или разносчиками, некоторые из них со временем сами становились мелкими лавочниками, менялами и ростовщиками, а затем и влиятельными купцами. Торговля, которая в сунском Китае считалась второстепенным, отчасти непрестижным занятием, в диаспоре приобретала черты достойного способа обогащения и восхождения по социальной лестнице.
К XIII веку на южной Суматре процветал город Саньфоци, в котором проживало несколько тысяч китайцев (он являлся важным торговым портом для судов из Китая и Индии). В начале 1293 года на Яве высадились войска императора Хубилая, который требовал от яванского царства Сингасари признать сюзеренитет династии Юань. Китайские войска и примкнувший к ним принц Виджая захватили мятежную область Кедири, после чего Виджая разгромил разбросанные по острову отряды Хубилая, остатки которых в мае 1293 года были вынуждены отплыть с Явы на родину. Более 100 китайских солдат решили не возвращаться и основали своё поселение на острове Белитунг. После победы Виджая основал новое государство Маджапахит, которое вскоре установило с Китаем оживлённые торговые и дипломатические связи.
Приход к власти династии Мин (XIV век) ознаменовал собой усиление дипломатической активности Китая в странах «Южных морей». Развитие торговых связей сопровождалось активной эмиграцией китайцев на острова архипелага и появлением первых устойчивых китайских поселений. Местные феодалы не препятствовали притоку хуацяо, пытаясь извлечь из их торговой и ремесленной деятельности свою выгоду. Жизнь в инородном, порой враждебном окружении вынуждала китайских поселенцев искать различные формы самоорганизации и самозащиты. Часть китайцев женилась на местных женщинах и усваивала местный язык, но большинство отгораживалось от внешнего мира в своих кварталах. Некоторые хуацяо, попадавшие в долговую зависимость, находились у своих земляков (купцов и ростовщиков) на положении невольников.
В социальной структуре крупных китайских поселений имелось несколько устойчивых институтов, собирательно именуемых «бан» (этим термином обозначались различные братства, землячества или ассоциации). Одной из форм самоорганизации хуацяо являлись ассоциации однофамильцев или так называемые «кланы» (в отличие от Китая, в эмиграции это не были объединения родственников, а скорее организации взаимопомощи). Другой формой консолидации хуацяо было сплочение по принципу диалектной принадлежности (носители хакка, хокло, чаочжоу или кантонского старались селиться рядом с земляками, образовывая кварталы, районы или поселения людей, говоривших на одном наречии). Со временем стали налаживаться устойчивые связи между такими «землячествами», даже находившимися в разных частях Малайского архипелага, однако они не контактировали, а иногда и открыто враждовали с другими диалектными группами китайских переселенцев.

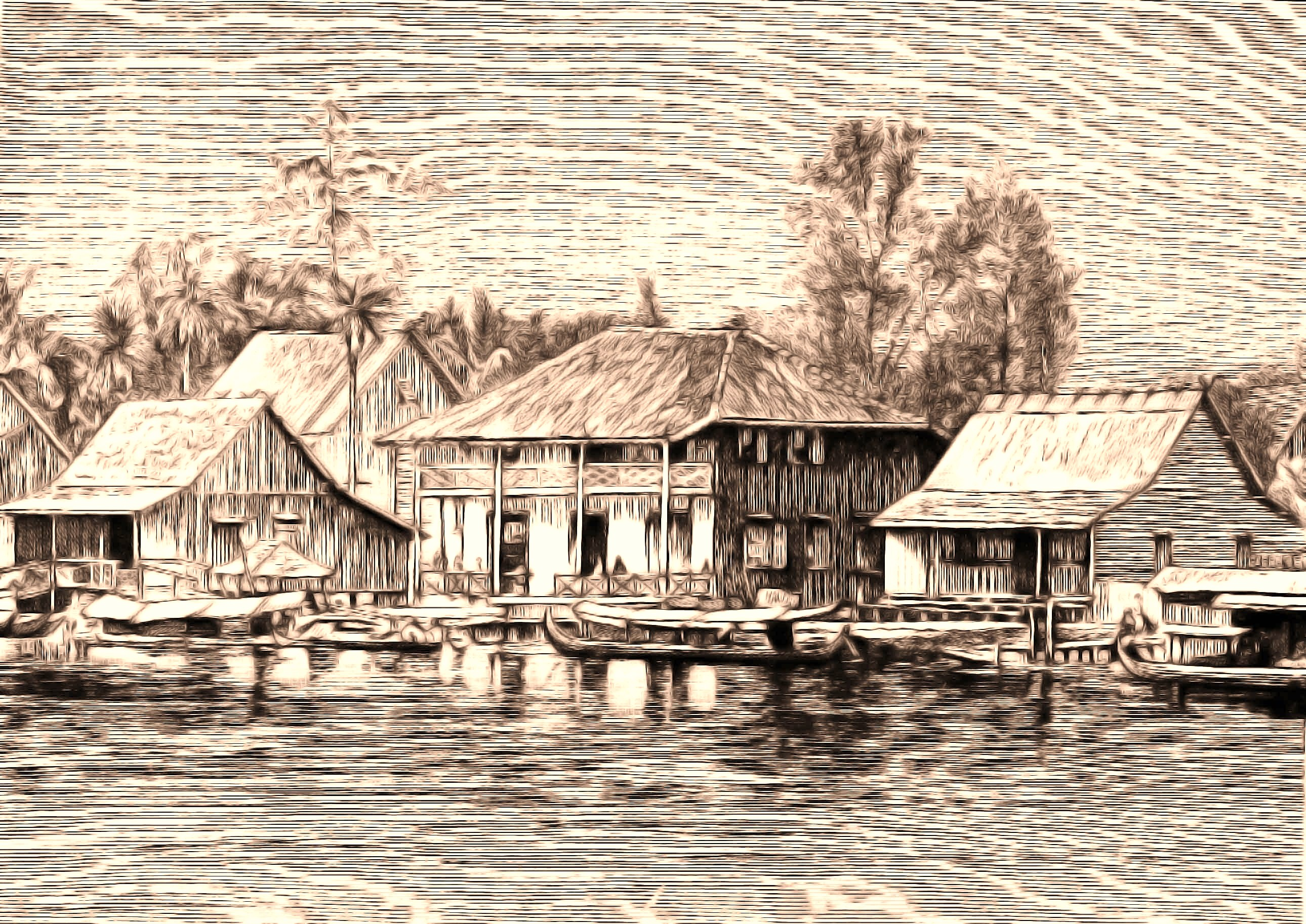
Китайский квартал Банджармасина

Также в среде хуацяо существовали наследственные профессиональные сообщества по типу торгово-ремесленных гильдий или цехов, и тайные общества (триады). Все типы «банов» через свои кассы оказывали материальную помощь членам ассоциации, содержали общинные храмы и кладбища, регулировали социальные отношения внутри общины, следили за соблюдением традиций.
Китайские поселения архипелага были полностью независимыми от центральной императорской власти или губернаторов приморских провинций Китая. Абсолютное большинство общин хуацяо вообще не поддерживало официальных отношений с Китаем, ограничившись контактами с родиной на уровне семьи или клана. Впрочем, и императоры Минской династии не стремились установить свой контроль над китайскими переселенцами, которых неофициально считали «изменниками» и «контрабандистами» (кроме того, китайские власти опасались своим контролем породить очаги оппозиции среди эмигрантов).
Около 1380 года несколько тысяч китайцев, проживавших в княжестве Палембанг (южная Суматра) и занимавшихся морской торговлей, захватили власть и избрали своим правителем одного из влиятельных купцов. Флот хуацяо не только занимался прибыльной торговлей, но и промышлял грабежом проходящих судов, в том числе минских посольских миссий. Несмотря на это, китайские правители Суматры даже смогли добиться от Китая автономии, признавая номинальный вассалитет императора. Власть китайских переселенцев в этом районе продержалась около 60 лет, после 1440 года упоминания о них больше не встречались в письменных источниках.
В начале XV века возле нынешнего Семаранга высадился отряд моряков из экспедиции флотоводца Чжэн Хэ. Они основали небольшое поселение, со временем ставшее одной из крупнейших китайских общин архипелага. Другие значительные китайские общины постоянно проживали в Тубане и Сурабае (восточная Ява), Бантаме и Джакарте (западная Ява), где играли значительную роль в торговых операциях. Китайский квартал Бантама, окружённый стеной и рвом, был застроен каменными домами, в то время как местные жители ютились в хижинах из камыша. Некоторые богатые китайские купцы держали домашних рабов. Позже китайские купцы северной Явы установили тесные контакты с общинами хуацяо на Борнео (Бункоми, Самбас, Понтианак и Сукадана), а также в Сингапуре и Малакке. Они торговали китайским шёлком, хлопком, фарфором, порохом и ювелирными изделиями, а вывозили в основном пряности и олово (часть перепродавали европейским купцам).
На западном Борнео китайские крестьяне широко практиковали сельское хозяйство и заготовку ценных пород древесины. В султанате Бантам некоторые хуацяо владели плантациями перца и рисовыми полями. Большинство ремесленников в городах были китайцами. На Яве хуацяо принадлежали почти все предприятия по переработке сахарного тростника в рафинад.

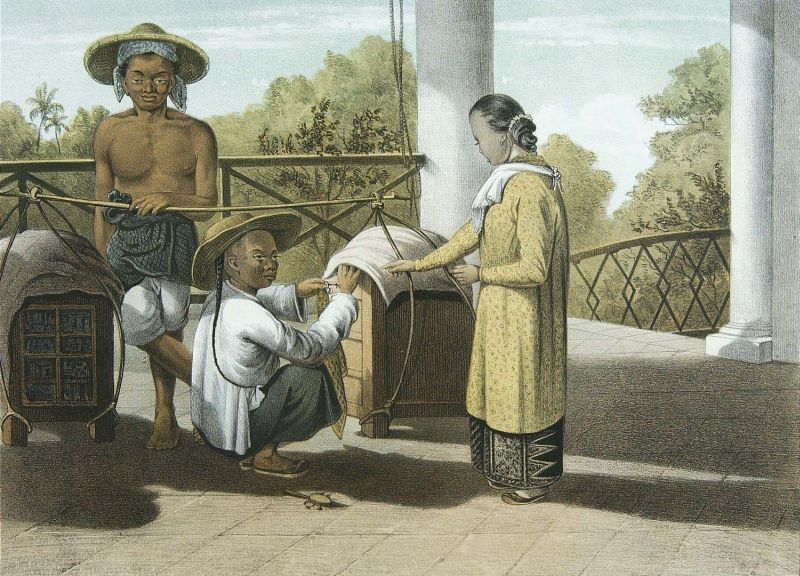
Китайский уличный торговец

В конце XVII века, с окончательным подавлением империей Цин последних очагов сопротивления на юге Китая, тайные общества, издавна существовавшие среди хуацяо Южных морей, приобрели ярко выраженную антиманьчжурскую направленность. Их социальной базой стали городские низы чайнатаунов и широко распространённые объединения контрабандистов. Тайные общества, нередко сближавшиеся с клановой верхушкой китайской диаспоры, не только защищали земляков от притеснений со стороны местных властей и люмпенов, но и содержали игорные дома, подпольные бордели и курильни опиума.
Цинский двор максимально урезал контакты хуацяо с Китаем: эмиграция из страны была запрещена под угрозой смертной казни; внешняя торговля была объявлена государственной монополией и существенно сокращена; с юго-восточного побережья вглубь страны были выселены все жители, что прервало морскую торговлю между Поднебесной и китайцами Южных морей. Всё это привело к отчуждению хуацяо от Китая, а также консолидировало и стабилизировало китайские общины архипелага, пополнение которых новыми иммигрантами надолго приостановилось. Китайцы, потерявшие надежду вернуться на родину хотя бы в старости, стали прочно обживаться на новом месте и искать формы сосуществования с местным населением. Только с конца XVIII века цинские власти под влиянием экономической ситуации и давлением европейской экспансии были вынуждены ослабить ограничения на внешнюю торговлю и выезд из страны своих подданных.

### Колониальный период

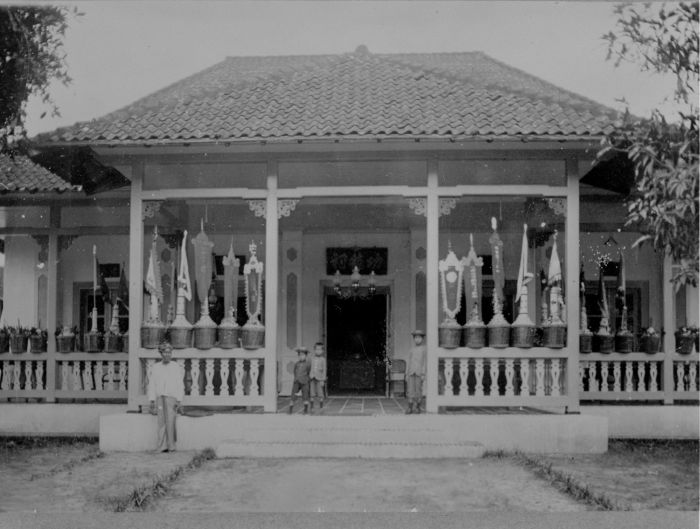
Китайский храм на Амбоне

Появление в XVI веке на Малайском архипелаге первых европейских колонизаторов (сперва португальцев на Молуккских островах, затем голландцев в Бантаме) было враждебно встречено проживавшими здесь китайскими купцами. Если раньше они успешно конкурировали с мирными индийскими и арабскими купцами, то теперь европейских торговцев сопровождали крупные военные силы, способные захватывать торговые фактории, подчинять местных правителей и навязывать свои правила торговли.
Однако со временем появились определённые точки соприкосновения, а затем и сферы взаимовыгодного сотрудничества между китайским и европейским купечеством. Пользуясь тем, что европейцы сосредоточились на прибыльной экспортной торговле, а китайцы хорошо знали местные языки и традиции хозяйственной деятельности, последние быстро внедрились в такие сферы, как скупка у населения и подвоз к портам экспортных товаров. Вскоре хуацяо монополизировали функции торговых посредников между европейцами и аборигенными крестьянами, ремесленниками и феодалами. На территориях, превращённых в колонии, китайцы действовали в качестве откупщиков по сбору налогов и пошлин. Всё это вызывало среди местного населения неприязненное отношение к китайским купцам, ростовщикам и сборщикам налогов, многие из которых также воспринимались коренными жителями как чужаки и иноверцы.
После того, как голландская Ост-Индская компания в первой четверти XVII века вытеснила португальцев и англичан с Молукк и установила монополию на торговлю пряностями, она наладила сотрудничество с китайскими купцами. Хуацяо выступали в качестве переводчиков на переговорах с местными феодалами, снабжали голландские суда провизией и пресной водой (местное население нередко отказывалось вести дела с оккупантами), вели розничную торговлю в подчинённых голландцам городах и фортах. В ответ на лояльность колониальные власти поощряли приток китайского населения в свои владения (например, если в 1619 году в Батавии проживало около 400 хуацяо, то через десятилетие — уже 2 тыс., а в 1725 году — около 10 тыс.). В 1620-х годах генерал-губернатор Ост-Индии Ян Питерсон Кун официально разрешил китайцам вести розничную торговлю на территории Явы и прибрежную торговлю с Батавией, а также предоставил им определённую свободу с сфере морских перевозок между Явой и Китаем.

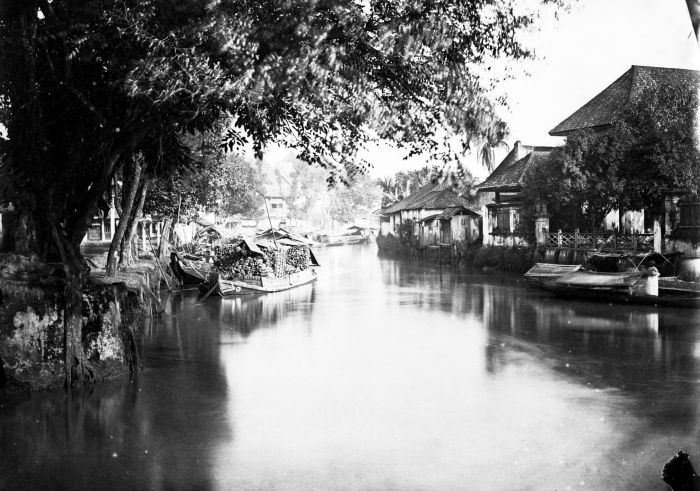
Китайский квартал Батавии

Китайские купцы постоянно следовали за голландской военной экспансией вне пределов Явы, открывая на новых покорённых территориях свои торговые фактории. Колониальные власти гарантировали хуацяо личную безопасность и сохранность имущества, предоставляли им преференции в области торговли, а также строительства укреплений, складов, причалов и жилья.
С начала XVIII века численность китайцев в яванских владениях голландской Ост-Индской компании неуклонно росла. Хуацяо занимались розничной и посреднической торговлей, ремёслами, ростовщичеством, а также выращивали сахарный тростник и другие плантационные культуры. При поддержке компании китайцы наладили промышленную переработку сахарного тростника, обойдя по влиянию даже местных владельцев кофейных плантаций (в 1710 году только вокруг Батавии работало 130 сахарных заводов, на которых было занято свыше 25 тыс. человек, из них около 7 тыс. — хуацяо). Изначально голландцы были заинтересованы в привлечении предприимчивых китайцев на свои подконтрольные территории, однако когда власть колонизаторов на Яве достаточно окрепла, они стали ограничивать деятельность коммерсантов из числа хуацяо, в которых видели своих основных торговых конкурентов.
Ещё одной причиной обострения отношений между голландцами и хуацяо стало то, что вместе с большим наплывом в Ост-Индию китайских иммигрантов не все они находили себе занятие, а колониальные власти были ограничены в возможности избавиться от «лишних» поселенцев (в 1728 году Цинское правительство запретило всем китайцам, покинувшим страну без разрешения, возвращаться на родину). К 1733 году в Батавии и окрестностях столицы проживало около 80 тыс. китайцев. В ответ голландцы ужесточили политику по отношению к яванским китайцам: им запретили покидать свои города без письменного разрешения властей, передвигаться в поисках работы и открывать новые лавки, купцов обложили непосильными налогами. За любые проступки китайцев подвергали суровым наказаниям, а «подозрительных личностей» высылали на острова Банда, Цейлон или в Кейптаун. Дискриминационные меры повсеместно сопровождались вымогательствами со стороны голландских чиновников.

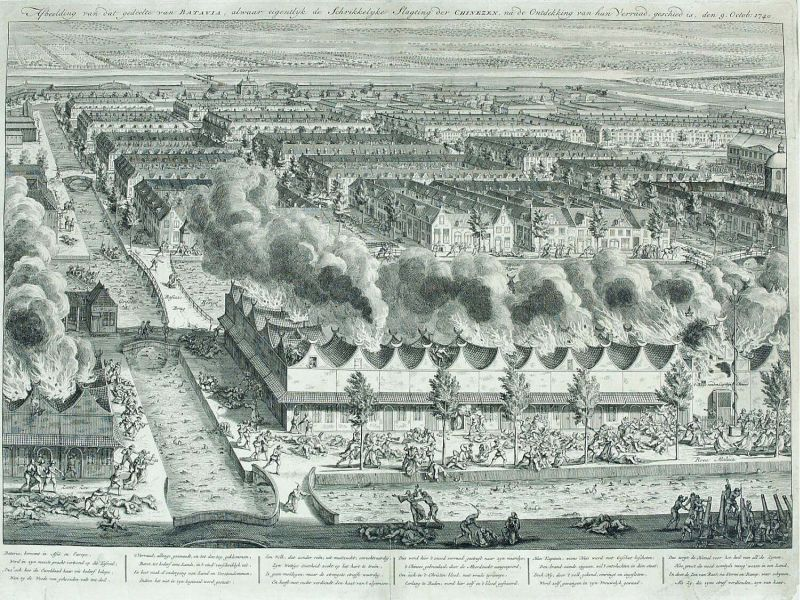
Резня китайцев в Батавии в 1740 году. Гравюра

В сентябре 1740 года на Яве вспыхнули волнения китайского населения, недовольного репрессиями колониальных властей. Массовые аресты хуацяо в столице вызвали их бегство во внутренние районы острова. В октябре голландцы инспирировали китайский погром в Батавии и других приморских городах северной Явы, использовав городские низы, страдавшие от угнетения со стороны китайских ростовщиков и торговцев. Голландские войска и толпы мусульман только в Батавии истребили около 10 тыс. хуацяо. В ответ на это китайцы, находившиеся на плантациях и сахарных заводах вне столицы, перебили голландцев в Рембанге и некоторых других городах, а также осадили Семаранг. Восставших хуацяо поддержали некоторые феодалы Матарама, но голландцы силой подавили мятеж, после чего установили свой контроль над всем северным побережьем Явы и западной частью Мадуры.
После трагических событий осени 1740 года в Батавии уцелело чуть больше 3 тыс. китайцев. Власти оставили в силе ранее принятые ограничения на свободу передвижения хуацяо, им разрешалось селиться только в отдельных кварталах и местах, заранее определённых голландской администрацией. После того, как к 1742 году китайские волнения на Яве были окончательно подавлены, голландцы, всё равно нуждавшиеся в услугах китайцев, объявили о всеобщей амнистии и обязались учитывать интересы хуацяо в разрешённых им сферах деятельности. Благодаря этим решениям во второй половине XVIII века численность и экономическое влияние китайцев на архипелаге восстановились.
Теперь укрепление экономических позиций хуацяо происходило за счёт получившей широкое распространение системы монопольных откупов. Китайские откупщики собирали налоги за торговлю на рынках и подушный налог, монопольно скупали продукцию, производимую местными крестьянами и ремесленниками, держали в своих руках монопольные права на ловлю рыбы в реках и заливах, на торговлю табаком, опиумом и спиртными напитками. Отсутствие действенного контроля со стороны голландцев привело к тому, что вскоре хуацяо стали реальными хозяевами большинства рынков. Ост-Индская компания сдавала в аренду откупщикам-китайцам прибрежные яванские деревни, жители которых были обязаны добывать соль и всю произведённую продукцию продавать только хозяевам. К концу XVIII века монопольные права откупщиков распространялись на обширные территории (в 1796 году из более чем 8,5 тыс. деревень, находившихся под управлением компании, 1134 были отданы на откуп хуацяо). Многие откупщики-китайцы фактически превратились в феодалов: они собирали земельную ренту и другие налоги, принуждали население выполнять трудовые повинности.
Особенно тяжёлая эксплуатация наблюдалась в тех деревнях и районах, которые местные правители, находившиеся в зависимости от голландцев, сдавали китайцам на откуп на короткий срок. Откупщики с помощью вооружённых наёмников стремились быстро получить доход любыми путями, не заботясь о дальнейшей судьбе земель и населения. Действия откупщиков приводили к разорению целых деревень и росту крестьянского недовольства, что нередко выливалось в волнения и беспорядки.

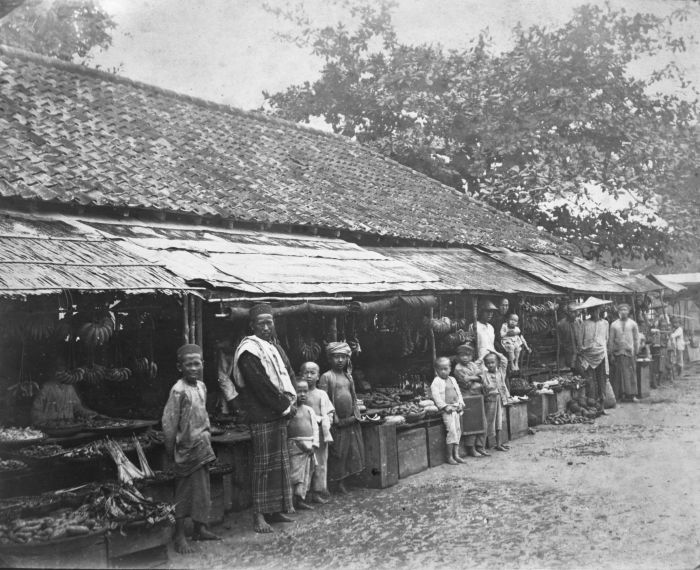
Китайский рынок в Батавии

К концу XVIII века на Яве и Мадуре проживало около 100 тыс. китайцев, ещё несколько десятков тысяч обитало во Внешних владениях. Голландцы создали эффективную систему косвенного управления китайской диаспорой, осуществляемую через подотчётных колониальным чиновникам «офицеров» (чаще всего они были известны как «Капитан Чайна» или «Майор Чайна»). Их подбирали на эту должность (хотя формально она считалась выборной) из числа зажиточных купцов и ростовщиков, составлявших верхушку китайской общины. Система «офицеров», сложившаяся в конце XVII века, просуществовала почти весь период голландского господства над архипелагом. Наиболее престижными считались должности «капитана» (позже «майора») Батавии, «капитанов» Бантама, Бангила, Медана, Палембанга, Бенкалиса, Мунтока и Селат-Панджанга.
В 1811 году британские войска захватили Яву, но в 1814 году Англия была вынуждена вернуть Нидерландам их индонезийские владения. Лондонский договор 1824 года окончательно урегулировал англо-голландские противоречия в Юго-Восточной Азии, но установленные по нему таможенные тарифы позволяли британским купцам успешно конкурировать с голландцами в Индонезии. Вернувшиеся голландцы спешно ликвидировали даже положительные результаты довольно эффективных реформ, проведённых британским вице-губернатором Стэмфордом Раффлзом, возродили ряд натуральных повинностей, а в «самоуправляющихся» султанатах Джокьякарта и Суракарта запретили аренду земли и аннулировали контракты, уже заключённые местными феодалами с европейскими и китайскими частными предпринимателями.

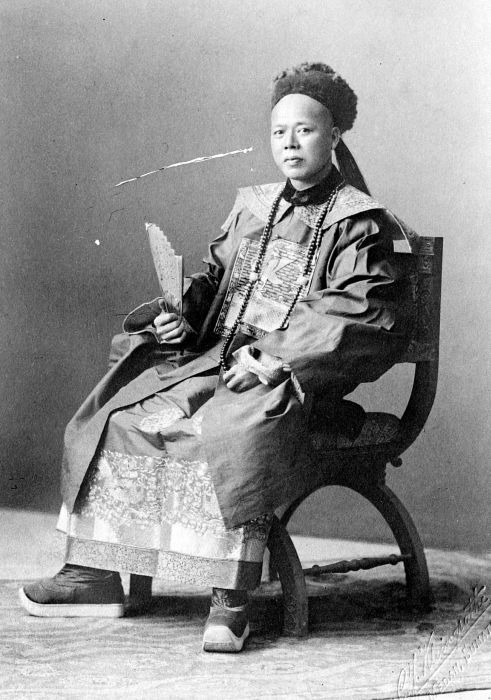
«Капитан Медана» Чон А Фиэ (Чжан Яосюань)

В начале 1830-х годов голландцы ввели на Яве и Суматре систему «принудительных» экспортных культур и фактически запретили деятельность частного капитала. В 1851 году началось голландское покорение Западного Калимантана, где находилось много поселений золотоискателей-хуацяо. Китайцы упорно сопротивлялись до 1856 года, после чего их деятельность была поставлена под контроль колониальных властей.
К середине XIX века система откупов изжила себя. Предприниматели-хуацяо сосредоточились на ростовщичестве и посредничестве во внешней торговле, многие скупали и обрабатывали продукцию с плантаций. Некоторые китайцы конкурировали с яванцами в производстве батика и с голландцами в плантационном хозяйстве (в результате финансовых успехов немало крупных плантаций перешло в руки хуацяо), в городах китайцы владели большинством высокодоходных ломбардов, игорных домов и опиумных притонов.
С окончательным покорением Индонезии и установлением жёсткого колониального режима всё шире в качестве дешёвой рабочей силы на рудниках и плантациях стали использоваться выходцы из Южного Китая. Многие из них приезжали на временные заработки и по истечении контракта возвращались на родину. Особенно быстро китайское население стало расти с середины XIX века. Первая волна китайских иммигрантов имела место в период с 1860 по 1890 года, когда большая их часть осела в торговых городах северной Явы.
В роли вербовщиков чаще всего выступали китайские торговцы, опиравшиеся на влияние тайных обществ. Коммерсанты и члены триад совместно обирали завербованных кули, которые попадали в длительную долговую кабалу. На местах китайские кули оказывались в полной зависимости от «капитанов Чайна», которые жестоко пресекали любое неповиновение. Если в 1860 году в Индонезии проживала 221 тыс. китайцев, то к концу 1890-х годов их численность возросла до 537 тыс. человек. Несмотря на формальный запрет на владение хуацяо сельскохозяйственными землями, голландские власти стали сбывать китайским предпринимателям огромные поместья («частные земли»), на которых те обустраивали обширные плантации и нещадно эксплуатировали закабалённое крестьянство и земляков-кули. Под видом аренды многие влиятельные хуацяо фактически экспроприировали у фермеров лучшие общинные земли.
После того, как в третьей четверти XIX века Голландия окончательно отказалась от государственной монополии на эксплуатацию природных ресурсов колонии и перешла к системе свободного предпринимательства, в Индонезии наблюдался экономический рост, повысилось благосостояние населения и ускорилась урбанизация. В быстрорастущих городах Явы и других островов архипелага зародилась своеобразная буржуазная культура, в том числе литература на «базарном» малайском языке. Первоначально наиболее активную роль в развитии этой новой культуры играли лица от смешанных браков — китайские метисы (перанакан) и евразийцы (индо). Небольшие частные типографии хуацяо стали активно печатать переводы и пересказы с китайского языка (в том числе романов «Сон в красном тереме», «Троецарствие» и «Цветы в зеркале»).
Большую активность хуацяо проявляли и в прибыльной индустрии развлечений, особенно в театральной сфере. В китайских кварталах Восточной Явы были распространены театр перчаточных кукол (потехи) и театр ваянг-тити, аналогичный яванскому театру кожаных кукол (пьесы по сюжетам китайских исторических романов играли на диалекте малайского языка). С начала 1890-х годов в городах Суматры и северной Явы стала популярна «малайская опера» (бангсаван), также известная как «камеди-стамбул» или просто «опера». Спектакли, рассчитанные в основном на перанакан и индо, играли на «базарном» малайском языке. В 1895 году китайский антрепренёр Ган Ким основал в Суракарте коммерческую труппу актёрского театра ваянг-вонг «Сривидари», которая выступала в крытом помещении со сценой и декорациями.

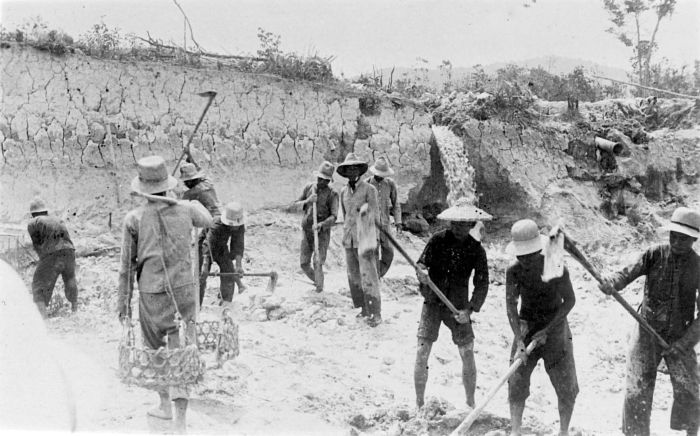
Китайские рабочие на острове Банка

Вторая волна китайской иммиграции состояла из законтрактованных рабочих, которые направлялись на каучуковые плантации Суматры, оловянные рудники Банки и Белитунга. На плантациях Внешних владений положение китайских кули было особенно тяжёлым, к ним широко применялись силовые методы вплоть до показательных казней. В 1907 году в Индонезии на базе старых гильдий была создана Китайская торговая палата, члены которой поддерживали друг друга, обменивались коммерческой информацией, делили сферы влияния, негласно улаживали споры между конкурентами, а также защищали свои интересы перед голландскими и английскими компаниями и банками. В 1910 году правительство Китая и голландские власти Индонезии подписали между собой соглашение о двойном гражданстве для китайцев, проживавших на архипелаге.
Индонезийская буржуазия (преимущественно сельская) была чрезвычайно слабой и не могла на равных условиях конкурировать с капиталами хуацяо, которые фактически монополизировали компрадорские функции. Это вызывало ненависть со стороны мусульманского большинства по отношению ко всем зажиточным китайцам. В 1911 году был создан Союз мусульманских торговцев, из которого в 1912 году вырос популярный среди населения «Сарекат Ислам». В его руководстве доминировали представители яванской торгово-промышленной буржуазии, прежде всего торговцы батиком, которые выступали против засилья китайского и европейского капитала (в 1912 году именно с подачи «Сарекат Ислам» в Суракарте и Сурабае прокатились погромы хуацяо).
Синьхайская революция в Китае усилила политическое размежевание среди индонезийских китайцев и привела к прямым столкновениям между большинством диаспоры и её консервативной верхушкой, которая тесно сотрудничала с колониальными властями. В феврале 1912 года массовое выступление китайцев против властей, запретивших праздновать провозглашение республики в Китае, прошло в Сурабае. Часть китайской буржуазии взяла курс на самоустранение от политической жизни колонии и даже отказалась от участия в работе будущего парламента (эти магнаты предлагали объединиться в общину вокруг тоток и «китаизировать» перанакан).
Весной 1918 года состоялось первое заседание новообразованного фольксраада (Народного совета), в котором всё же были представлены члены китайской диаспоры (один депутат приходился на 8 тыс. голландцев, 250 тыс. китайцев и 4 млн мусульман). По состоянию на 1920 год около 60 % китайцев относились к тоток, а остальные 40 % — к перанакан (однако на Яве перанакан составляли 70 % всех китайцев, в то время как во Внешних владениях — только 10 %). Менее трети всех яванских хуацяо использовали китайские диалекты в качестве повседневного средства общения, в то время как малайским языком пользовалось свыше половины китайцев (большинство сохранивших родной язык принадлежало к иммигрантам первого поколения). В 1920-х годах китайская иммиграция на архипелаг достигла своего пика, составляя в отдельные годы около 40 тыс. человек, но в период Великой депрессии она резко упала (в начале 1930-х годов в Индонезии насчитывалось более 1,2 млн этнических китайцев, всего в период с 1912 по 1932 год в Голландскую Ост-Индию было ввезено около 225 тыс. завербованных китайских рабочих).

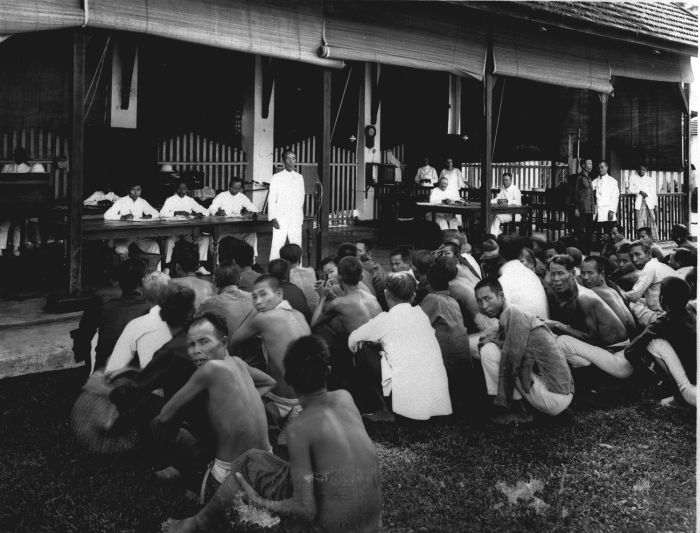
Китайские рабочие в ожидании контрактов. Медан

Родившиеся в колониальной Индонезии китайцы считались голландскими подданными со всеми гражданскими правами. Все китайские иммигранты юридически относились к группе так называемых «восточных иностранцев», которые имели бо́льшие по сравнению с местным населением права, а в торговле приравнивались к европейцам. Китайцы, не имевшие местного подданства, но получившие статус резидента, имели расширенные права (они могли создавать ассоциации, проводить собрания, принимать петиции), однако им не разрешалось вступать в политические партии, служить в колониальной армии и участвовать в выборах. Между двумя мировыми войнами хуацяо активно участвовали в посреднической и экспортной торговле плантационными товарами (сахар, чай, кофе, каучук, табак, перец, копра, хинная кора), а также оловом, древесиной и нефтью.
Особенно сильно засилье китайского капитала ощущалось в деревнях Явы, что консервировало феодальные пережитки и тормозило развитие яванской буржуазии. В то же время во Внешних владениях позиции хуацяо были менее сильными, что позволило сформироваться сельской и торговой национальной буржуазии на западном побережье Суматры, в отдельных районах Калимантана и Сулавеси.
В первой половине 1920-х годов в Батавии и других крупнейших городах архипелага начался коммерческий показ китайских, гонконгских и американских кинофильмов. Во второй половине 1920-х годов только зародившееся индонезийское кинопроизводство было монополизировано капиталом хуацяо (кинокомпании братьев Тан, братьев Вонг и братьев Зе). До конца 1930-х годов продюсерами, режиссёрами и операторами были исключительно китайцы и европейцы (среди актёров также было немало хуацяо из трупп «малайской оперы»).
В 1928 году была создана политическая партия «Китайская ассоциация», выступавшая за интеграцию всех хуацяо в политическую жизнь Голландской Ост-Индии. Основным носителем этой идеологии стала буржуазия из числа перанакан, которая искала сотрудничества и с тоток (обе группы сходились в том, что китайцы в культурном отношении должны оставаться обособленными и противиться культурной ассимиляции с коренным населением). Социальную основу «Китайской ассоциации» составили политики, заседавшие в фольксрааде и муниципальных советах, крупные бизнесмены и образованные перанакан (все они между собой разговаривали на голландском языке).
«Китайская ассоциация» выступала от лица всех хуацяо и призывала бороться за права китайцев в рамках существовавших колониальных законов, хотя националисты из числа тоток не одобряли наличия у этнических китайцев Индонезии голландского подданства (полноправными членами партии были только китайцы, родившиеся в Индонезии, остальные имели лишь совещательный голос). Усилия партии добиться для китайцев равных прав на владение землёй с коренным населением и юридического равенства с голландцами не увенчались успехом. Напротив, создание «ассоциации» было негативно встречено индонезийскими националистами, считавшими её лояльной колониальным властям (особенно антикитайскими взглядами отличались видные лидеры мусульманского движения Чокроаминото и Абдул Муис).

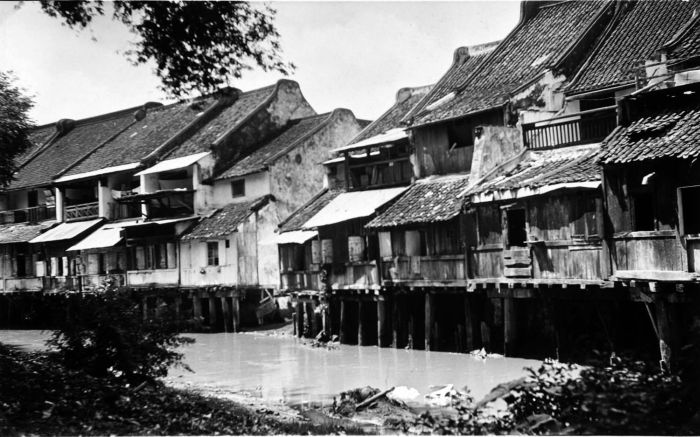
Китайский квартал Семаранга

В 1930 — 1935 годах Индонезия остро ощущала мировой экономический кризис: экспорт товаров снизился в три раза, закрылось большинство сахарных заводов Явы и каучуковых плантаций Суматры, многие из которых принадлежали предпринимателям-хуацяо. Голландские монополии, применявшие новейшую технику и более современные методы эксплуатации природных ресурсов, постепенно оттесняли китайский капитал на второй план. В то же время торгово-ростовщический капитал в результате закабаления деревенской бедноты ещё более окреп. Многие китайские предприятия получали от властей ссуды, что помогало им конкурировать с дешёвыми японскими товарами, наводнившими Индонезию в предвоенные годы.
С наступлением кризиса подавляющее большинство китайских кули покинуло территорию Индонезии. Если в 1930 году на оловянных рудниках, каучуковых и сахарных плантациях трудилось 62 тыс. китайских рабочих, то в 1935 году их осталось всего 1,3 тыс. человек. Наряду с массовым отъездом хуацяо на родину и в другие страны Юго-Восточной Азии многие китайцы, решившие остаться на Индонезийском архипелаге, уходили с работы по найму и устраивались в розничную торговлю или конторскими служащими в частные компании.
В 1932 году в Сурабае была создана Индонезийская китайская партия (ИКП), критически относившаяся к «Китайской ассоциации», которую она считала выразителем интересов богатых хуацяо. Малочисленная ИКП выступала против статуса голландских подданных для китайцев, но за сохранение китайской культуры и обычаев, за тесное сотрудничество тоток и перанакан с индонезийцами в различных областях, однако она не имела большого успеха на выборах (рупором партии являлась газета «Джава Тенгах Ревью»).
В 1936 году Индонезия фактически вышла из экономического кризиса, начался рост цен на экспортные товары, что повлекло за собой рост производства каучука, кофе, перца и копры. По состоянию на 1937 год доля китайского капитала в экономике Голландской Ост-Индии составляла 10 % (150 млн долларов), в то время как европейского — 90 % (свыше 1,4 млрд долларов). Это был наименьший показатель среди других колоний и зависимых территорий Юго-Восточной Азии (например, доля капитала хуацяо в Сиаме составляла 50 %, в британском Стрейтс Сетлментс — более 30 %, на американских Филиппинах — более 20 %, во Французском Индокитае — 17 %).
В 1939 году капиталовложения хуацяо в экономику Индонезии составляли 484 млн гульденов, из которых 350 млн приходилось на торговлю и банковское дело (преимущественно розничную торговлю и ростовщичество), 100 млн — на обрабатывающую промышленность, 29 млн — на плантационное хозяйство (в этот же период голландские инвестиции составляли 3,86 млрд гульденов, инвестиции других европейских коммерсантов — 2,11 млрд, инвестиции местных индонезийских предпринимателей — 42 млн).

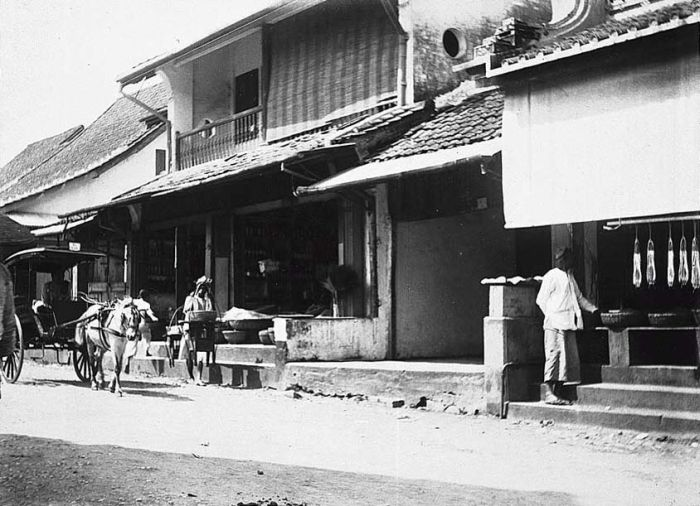
Китайский квартал Богора

На Яве из всего самодеятельного китайского населения 58 % было занято в торговле, во Внешних владениях — 23 %. Розничная торговля была важнейшей сферой деятельности китайского капитала. За ней следовало ростовщичество, где хуацяо, как и в торговле, занимали ведущие позиции. Китайские ростовщики взимали средний по стране процент, но, в отличие от частных банков и государственных ссудных касс, не требовали материального обеспечения займа, что привлекало к ним неимущих крестьян и ремесленников.
Богатые китайцы предпочитали селиться в европейских кварталах, которые имелись во всех крупных городах страны (Джакарта, Богор, Сурабая, Бандунг, Семаранг, Маланг, Блитар, Пекалонган, Медан, Паданг, Сиболга, Мунток, Панкалпинанг, Макасар, Манадо и Купанг). В этих же городах, преимущественно вдоль рек, каналов или возле портов, располагались небогатые китайские кварталы, по своему облику напоминавшие тесную застройку городов Южного Китая. Здесь преобладали дома с пагодообразными крышами, нередко крытыми черепицей, располагались буддийские или конфуцианские храмы. Как правило, на первых этажах домов находились лавки, харчевни или мастерские, на вторых проживали хозяева с семьями. Нередко основная торговая улица или оживлённый рынок чайнатауна являлись и главными торговыми центрами всего города (особенно в провинциальных городах Явы и Внешних владений). Во многих китайских кварталах имелись общинные больницы, сиротские приюты и богадельни для нищих.

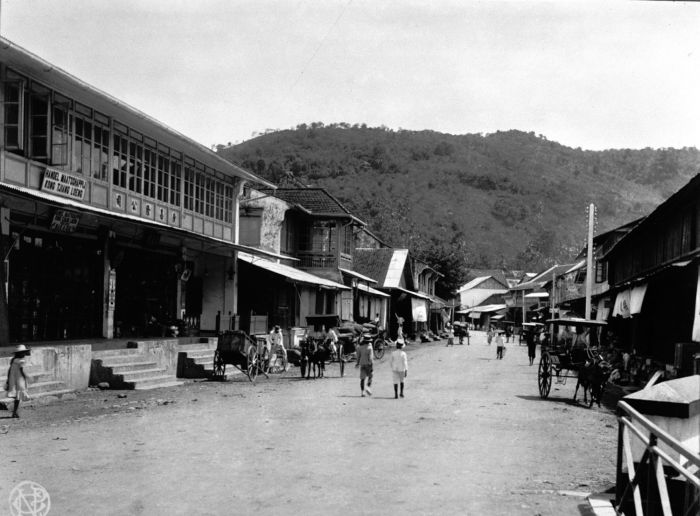
Китайский квартал Паданга

В первой половине XX века сложился разговорный индонезийский язык, в основу которого лёг, в том числе, и батавский диалект малайского языка. Он, в свою очередь, образовался из просторечного («низкого» или «базарного») малайского языка, которым широко пользовались торговцы всех прибрежных городов архипелага, и близкого к нему малайско-китайского диалекта, распространённого среди хуацяо (в своё время на нём даже издавались газеты и книги, но со временем он вышел из обихода).
Весной 1942 года Индонезию захватили японские войска. Изоляция страны от традиционных рынков сбыта привела к падению доходов китайской буржуазии, которая специализировалась на торговле экспортными культурами. Японцы распустили все политические и общественные организации хуацяо, закрыли китайские газеты и арестовали многих лидеров общины. Вскоре оккупационные власти создали Федерацию китайских ассоциаций, в которой объединили некоторые группы тоток и перанакан.
В августе 1945 года Сукарно и Хатта провозгласили независимость Индонезии. Японские войска оказались деморализованы и вскоре были разоружены, а голландские и британские силы находились далеко от архипелага (их высадка в портах Явы началась только в конце сентября 1945 года). Часть китайской буржуазии, ранее тесно связанная с голландской администрацией, не поддержала Августовскую революцию, часть хуацяо оказалась на стороне сепаратистов-феодалов Внешних владений. Сразу после объявления независимости при МВД Индонезии было создано бюро по делам китайцев (перанакан и иностранцев), которое выступало за ассимиляцию хуацяо. Индонезийское правительство издало закон, согласно которому все китайцы, родившиеся в бывшей Голландской Ост-Индии или прожившие там не менее пяти лет, автоматически становились гражданами новой республики (на деле многие китайцы не отказались от гражданства Китая).
В период вооружённой борьбы индонезийцев против голландцев (1947 — 1949 года) большинство китайских предпринимателей поддерживало колониальные силы, а значительная часть китайской общины заняла выжидательную позицию. В 1948 году на базе расколовшейся Федерации китайских ассоциаций было создано «Объединение китайцев», переименованное в начале 1950-х годов в Демократическую партию китайцев Индонезии (она не пользовалась большим влиянием у основной массы хуацяо, а индонезийские власти с опаской относились к руководству партии, многие члены которого ранее тесно сотрудничали с голландцами).

### Период независимости (вторая половина XX века)

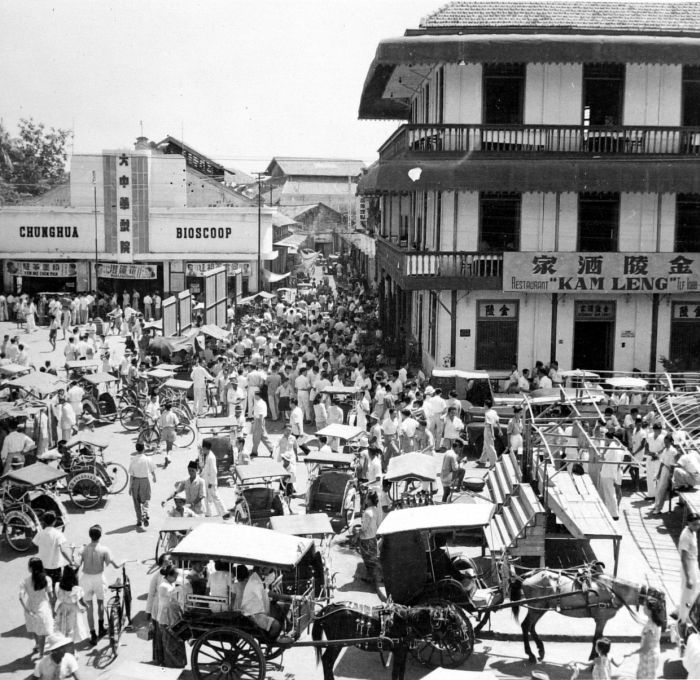
Район Глодок — чайнатаун Джакарты

В период после объявления независимости китайская иммиграция практически прекратилась, а в 1950-х годах была официально запрещена. Весной 1955 года власти Китайской Народной Республики и Республики Индонезия ликвидировали положение о двойном гражданстве китайцев, предоставив им право свободного выбора какого-либо одного гражданства (часть китайцев после ликвидации двойного гражданства выехала из Индонезии в 1956 — 1961 годах). В течение 1960 — 1961 годов около миллиона индонезийских китайцев с двойным гражданством сделали свой выбор, причём большинство остановили свой выбор на подданстве Индонезии (65 % по официальным индонезийским данным и от 70 до 90 % согласно китайским данным).
В результате длительных процессов ассимиляции все индонезийские китайцы, независимо от их диалектной или религиозной принадлежности, стали подразделяться на две обособленные группы: перанакан — смешанные китайцы или «полукровки», и тоток (или синькэ) — «чистокровные» китайцы. Это социо-культурное разделение сложилось в середине XIX века и с годами лишь усиливалось. Поскольку изначально массовая иммиграция была преимущественно мужской, китайцы женились на индонезийских женщинах, сохраняя в быту многие элементы китайской культуры. Однако последующие поколения китайцев, особенно при дальнейших браках с местными женщинами, утрачивали и эти элементы, и китайский язык, даже внешне становились трудно отличимыми от коренных индонезийцев. Нередко к перанакан относили тех китайцев, кто родился в Индонезии (большинство из них не знали китайского языка), а к тоток — уроженцев Китая. Лишь на Западном Калимантане долгое время сохранялись изолированные китайские деревни, по своей организации идентичные деревням Южного Китая (их население не знало индонезийского языка и общалось между собой на одном из южнокитайских диалектов).
Постепенно сложилась ситуация, при которой перанакан отгородились от тоток, общавшихся в своих семьях на китайском языке. Эти две группы  селились раздельно, став в итоге и социально обособленными (они предпочитали не общаться между собой, во многом отрицательно отзывались друг о друге). При этом и перанакан, и тоток продолжали считать себя этническими китайцами и составляли единую этническую общность (соответственно и голландские власти, и индонезийцы относили их к китайцам).
Перанакан, потомки первых иммигрантов из Фуцзяни, прибывших на архипелаг с деньгами и занявшихся торговлей, считали себя выше тоток, многие из которых начинали с работы батраками и рабочими на плантациях. Хотя со временем среди тоток появилось немало представителей крупного капитала, а многие перанакан обеднели, последние продолжали свысока относиться к сородичам. В свою очередь тоток считали перанакан «неполноценными» китайцами из-за того, что те утратили родной язык и смешались с местным населением. Кроме того, многие из тоток ориентировались на Китай, отрицательно относясь к интеграционным и ассимиляторским идеям, популярным среди перанакан.

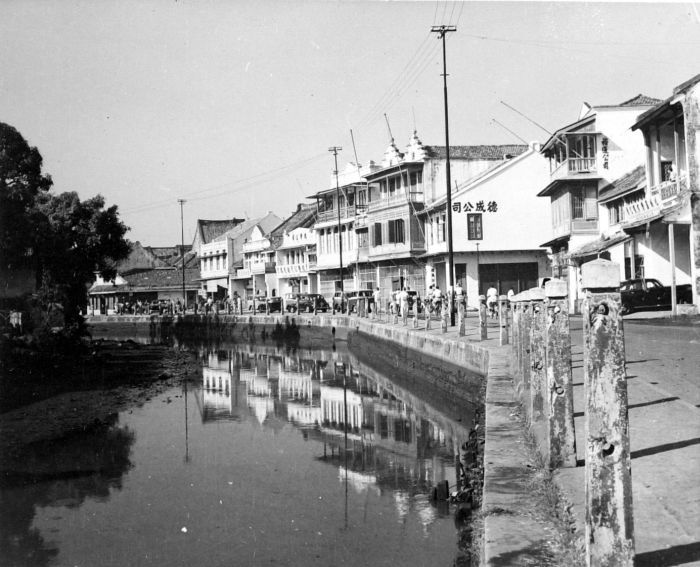
Канал в китайском квартале Джакарты

Несмотря на различия между группами большим влиянием в общине продолжали пользоваться земляческие ассоциации, в том числе «Ассоциация хакка» («Кэсугунхуэй»), «Ассоциация фуцзяньцев» («Фуцзянь хуэйгуань»), «Ассоциация кантонцев» («Гуанчжоу хуэйгуань») и «Ассоциация уроженцев Хубэй». Нередко в таких ассоциациях состояли как перанакан, так и тоток (среди последних землячества играли более значимую роль). Среди фуцзяньцев было много предпринимателей, занимавшихся внешней торговлей, морскими перевозками и банковским делом, среди гуандунцев преобладали ремесленники и кустари, в том числе изготавливавшие ювелирные и металлические изделия. Большинство хакка работали на фабриках, рудниках и плантациях, среди хайнаньцев было немало уличных парикмахеров и торговцев, а также лодочников, поваров и плантационных рабочих.
В середине 1950-х годов власти предоставили большие льготы национальной буржуазии. В декабре 1957 года представители индонезийских сухопутных сил взяли под свой контроль все голландские предприятия, банки и плантации (несколько волн национализации продолжались до 1960 года). В ответ Нидерланды отозвали почти всех своих граждан (46 тыс. человек), а также суда своей пароходной компании, которая обеспечивала 80 % межостровных перевозок. Отъезд ключевых специалистов в значительной степени дезорганизовал экономическую жизнь Индонезии. Военные администраторы, назначенные на бывшие голландские предприятия из числа армейских офицеров, очень быстро превратились во влиятельную прослойку кабиров, которые с помощью коррупции и злоупотреблений в госсекторе сколотили огромные личные состояния.
По состоянию на 1957 год социальный состав китайской общины Индонезии выглядел следующим образом: мелкая буржуазия — 57 % (в 1931 году — 61 %), бедные и беднейшие элементы — 29 % (в 1931 году — 22,3 %), средняя буржуазия — 12 % (в 1931 году — 16 %) и крупная буржуазия — 2 % (в 1931 году — 0,7 %). Однако социальная дифференциация внутри общины была не очень заметна со стороны, так как сохранялись сильные клановые и земляческие связи между предпринимателями и их сотрудниками. На китайских предприятиях обычно работали выходцы из одного района Китая или однофамильцы, конфликты решались внутри общины в соответствии с обычаями.
Китайские лавочники, торговцы и ростовщики являлись теми представителями хуацяо, с кем большинство индонезийцев сталкивалось довольно часто и кого они традиционно обвиняли в росте цен, ухудшении своего благосостояния и снижении общего уровня жизни. Эту неприязнь охотно поощряли представители национальной буржуазии, видевшие в китайцах своих основных конкурентов. Поэтому для многих индонезийцев «оранг чина» стали символом эксплуатации и притеснений коренного населения. Нередко антикитайские настроения использовали и индонезийские власти, которые выставляли общину хуацяо «козлом отпущения» с целью выпустить накопившееся политическое недовольство населения в нужном направлении. Все эти факторы периодически приводили к массовым антикитайским выступлениям и даже к погромам, которые часто сопровождались человеческими жертвами (например, такие волнения наблюдались в 1956 — 1957 годах в Джакарте, а в 1959 — 1960 годах по всей Индонезии).
С начала 1950-х годов внутри и вокруг китайских ассоциаций, газет и школ, находившихся преимущественно в руках тоток, развернулась борьба между пропекинскими и протайваньскими силами, закончившаяся победой первых. Под их контроль перешло подавляющее большинство китайских общинных организаций, а все школы и газеты, находившиеся под контролем сторонников Гоминьдана, в 1958 году были закрыты властями. В 1954 году была создана общественная организация БАПЕРКИ, фактически ставшая партией индонезийских китайцев. Постепенно в руководстве БАПЕРКИ стали доминировать левые силы, вытеснившие представителей правоконсервативных и католических кругов, хотя вплоть до событий 1965 года организация продолжала пользоваться значительной финансовой поддержкой крупного китайского бизнеса.
В конце 1959 года министр торговли, представлявший ортодоксальную мусульманскую организацию «Нахдатул Улама», издал постановление, призванное положить конец засилью китайских лавочников в сёлах и небольших городках, которых власти собирались заменить торговцами из числа коренных индонезийцев. В результате этой неподготовленной реформы, а также вследствие вспышки антикитайских настроений, около 120 тыс. торговцев-китайцев и членов их семей были вынуждены эмигрировать. Отъезд хуацяо привёл к значительному оттоку капитала и нарушению системы распределения товаров на местах. Кроме того, исход китайцев из сельской местности, где раньше их присутствие было довольно заметным, привёл к быстрой урбанизации всей общины хуацяо. Индонезийская буржуазия не справилась с замещением китайских торговцев, которые с течением времени восстановили прежний порядок вещей. Весной 1963 года антикитайские выступления, спровоцированные местной левацкой студенческой организацией, вспыхнули в Бандунге и окрестностях (президент Сукарно публично осудил масштабные погромы хуацяо на Западной Яве).
В первой половине 1960-х годов в китайской общине Индонезии обострилась борьба между сторонниками БАПЕРКИ и «ассимиляционистами», представленными небольшой группой крупных бизнесменов-хуацяо, верхушкой интеллигенции и частью правых католических кругов. «Ассимиляционисты» придерживались резко антикоммунистической направленности и ориентировались на правое крыло высшего офицерства Индонезии, в то время как руководство БАПЕРКИ тяготело к Сукарно и левым силам.
Коррупция, раздутый государственный аппарат и военный бюджет, а также частые мятежи в регионах, борьба за Западный Ириан и противостояние с Малайзией привели в первой половине 1960-х годов экономику Индонезии к полной разрухе. Власти передавали убыточные госпредприятия частным фирмам и в то же время брали под свой контроль английские, бельгийские и американские предприятия. После кампании массового террора (1965 — 1966 года), направленной против индонезийских коммунистов и других левых организаций страны, и установления «нового порядка» (1967 год) китайская буржуазия значительно расширила и укрепила своё положение в экономике Индонезии. Несмотря на материальные потери во время погромов, исчислявшиеся миллиардами рупий, влиятельные предприниматели и банкиры из числа хуацяо быстро нашли подход к коррумпированным кабирам и армейской верхушке, которые группировались вокруг пришедшего к власти генерала Сухарто.
В то же время после сентябрьских событий 1965 года наблюдался существенный отток китайцев из страны. На Яве, Бали и Северной Суматре истребление коммунистов сопровождалось убийствами хуацяо, заподозренных в симпатиях к компартии и Китаю, а также грабежами их магазинов (многие состоятельные китайцы смогли откупиться от погромщиков, состоявших из криминальных молодёжных элементов). На Западном Калимантане на фоне политических репрессий началась массовая депортация китайских крестьян, сопровождавшаяся убийствами и разбоями. В 1966 году в Ачехе погромы хуацяо, устроенные мусульманскими радикалами, приняли расовый характер. Армейские власти запретили деятельность китайских землячеств, клановых ассоциаций, тайных обществ, торговых палат и газет, во всех чайнатаунах исчезли вывески на китайском.
До 1965 года в стране существовало 667 частных школ, в которых училось свыше 272 тыс. детей китайского происхождения. После сентябрьских событий 1965 года все китайские школы были закрыты, после чего многие дети вообще не имели возможности учиться (в других школах места для них не были зарезервированы, многие школьники плохо знали индонезийский язык). В начале октября 1965 года при поддержке военных в Джакарте прошла демонстрация, в ходе которой был сожжён университет «Республика», ранее основанный самой массовой организацией индонезийских китайцев БАПЕРКИ («Бадан Пермушьяваратан Кеварганегараан Индонесиа» или Консультативный комитет по вопросам индонезийского гражданства). До этих событий военные и местные правые, которые поддерживали ассимиляцию хуацяо, стремились дискредитировать БАПЕРКИ, а левые встали на сторону националистов-тоток, которые выступали против ассимиляции и за сохранение своей этнической общности.
В 1967 году новые власти вернули владельцам часть ранее национализированных предприятий и предоставили иностранным инвесторам существенные льготы (голландское имущество не попало под реприватизацию, некоторые бывшие владельцы лишь получили компенсации). В октябре 1967 года Индонезия заморозила дипломатические отношения с КНР. Массовый приток в страну японских и американских инвестиций привёл к дальнейшему разорению «старой» национальной буржуазии, но в то же время этим воспользовались хуацяо, традиционно имевшие сильные позиции в компрадорской деятельности, а также связанные с ними военные кабиры и госчиновники.
После окончания острой фазы антикитайских погромов (1965 — 1966 год) различные стихийные проявления насилия против индонезийских хуацяо продолжались вплоть до 1968 года. Наиболее суровым преследованиям подверглись сторонники компартии и Сукарно, а также китайцы, не имевшие индонезийского гражданства, однако нередко под погромы попадали и лояльные новым властям хуацяо (иногда даже из числа крупной китайской буржуазии). Слабая индонезийская буржуазия рассчитывала с помощью народного недовольства среди шовинистически настроенных слоёв нанести сокрушительный удар китайской деловой общине, максимально подорвать её экономические позиции. С учётом тысяч китайцев, насильственно репатриированных в КНР, в общей сложности Индонезию покинуло около 200 тыс. местных хуацяо.
Осознав, чем грозит находящейся в экономическом кризисе Индонезии массовое бегство китайского капитала, Сухарто и другие руководители «нового порядка» уже в 1966 году попытались взять под контроль разбушевавшуюся стихию антикитайских погромов. В 1967 году бизнесмены-хуацяо получили официальные гарантии безопасности своей деятельности. Правительство Сухарто начало политику широкого привлечения китайского капитала к реализации своих экономических программ. Кроме того, через банк Windu Kentjana, основанный в 1967 году, и другие коммерческие структуры Сухарто и его ближайшие родственники наладили тесные связи с бизнес-группой Судоно Салима.

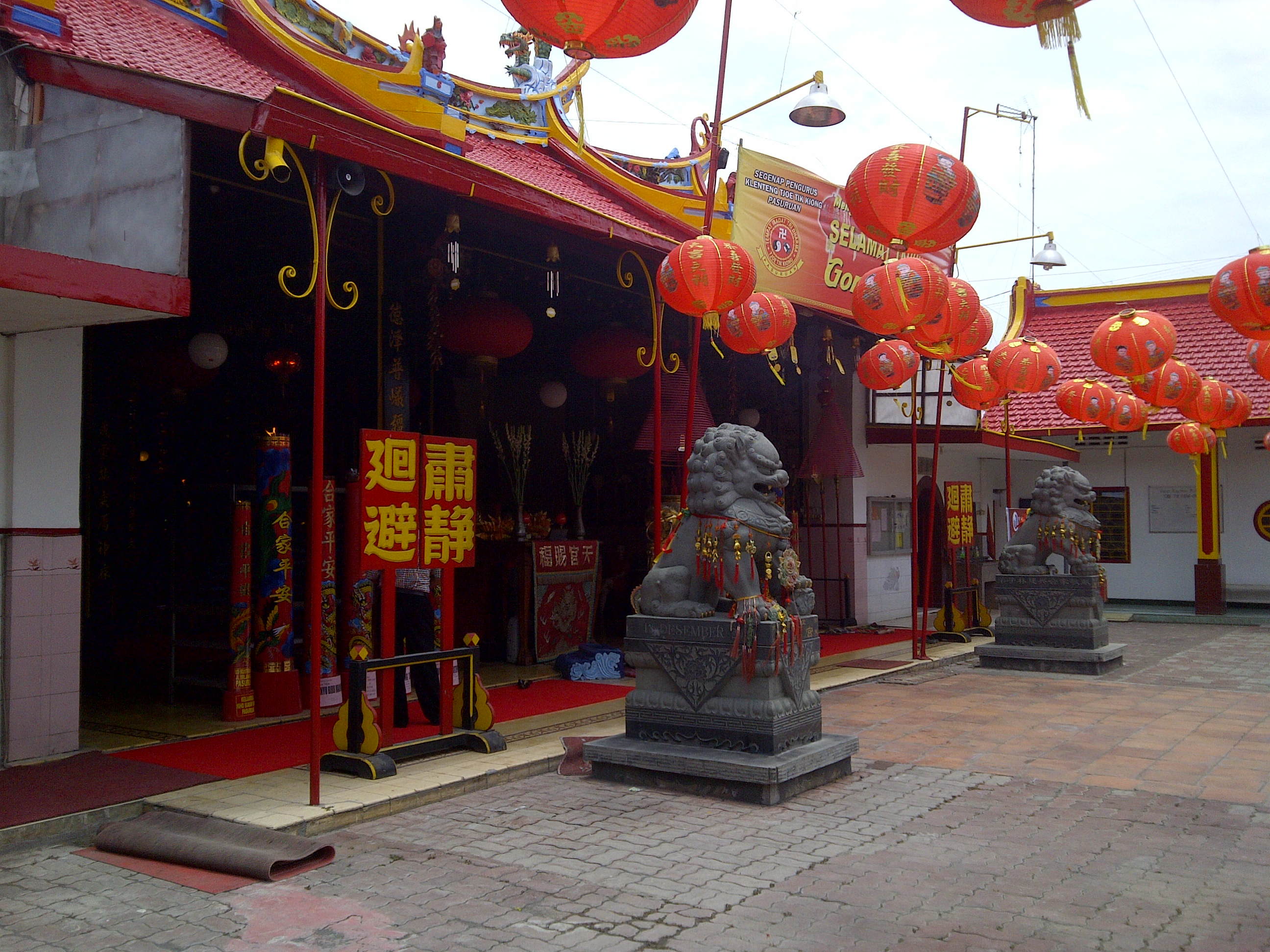
Китайский храм в Пасуруане

Жёстким ассимиляторским курсом военных властей воспользовались католики и отчасти протестанты, которые привлекли в свои ряды многих яванских китайцев, в том числе коммерсантов (быстрый рост католической общины в конце 1960 — начале 1970-х годов был вызван переходом в католическую веру значительной части индонезийских китайцев). Вскоре богатые хуацяо вошли в руководящие органы Католической партии Индонезии и через неё прошли в Народный консультативный конгресс. В ответ члены разросшейся организации «Нахдатул Улама» высказывали бурное недовольство непропорционально высоким удельным весом христиан в правящей элите и бизнес-сообществе, но военные жёстко пресекали антихристианские выступления.
В 1969 году Сухарто разрешил открыть несколько смешанных школ, в которых вместе с индонезийцами могли учиться и китайцы (последние не должны были превышать 40 % от общего числа учащихся). Если в начале 1971 года было открыто всего восемь таких школ, то к концу 1973 года только на Суматре их насчитывалось 35. В марте 1974 года все смешанные школы на Суматре были преобразованы в обычные индонезийские. После этого, за исключением частных коммерческих курсов, учебные заведения с преподаванием на китайском языке фактически были запрещены. Большая часть детей хуацяо обучалась в индонезийских школах, небольшая часть проходила домашнее обучение, а дети богатых родителей отправлялись учиться за рубеж (преимущественно в Сингапур и Гонконг, а также на Тайвань и в США).
С установлением «нового порядка» территориальное распределение хуацяо не претерпело существенных изменений. Более трети индонезийских китайцев проживало на Яве (Джакарта, Богор, Бандунг, Чиребон, Семаранг, Рембанг, Сурабая, Маланг), а также на соседних островах Бали (Сингараджа, Денпасар) и Мадура (Бангкалан). Остальные хуацяо проживали на Суматре (Медан, Палембанг, Паданг), островах Бинтан (Танджунгпинанг), Батам, Банка (Панкалпинанг) и Белитунг (Танджунгпандан), Калимантане (Банджармасин, Самаринда, Баликпапан, Синкаванг), Сулавеси (Манадо, Макасар). Небольшие общины китайцев имелись на островах Оби, Буру, Амбон, Серам, Ару, Флорес и Тимор.
По состоянию на конец 1960-х годов в Джакарте на индонезийском языке дома говорил 81 % всех проживавших там хуацяо, в Бандунге — 70 %, в Джокьякарте — 67 %, в Сурабае — 66 %. В Паданге и других городах Суматры большинство китайцев также разговаривало на индонезийском или местных языках, однако на Западном Калимантане и острове Банка хуацяо в основном сохранили свои диалекты. Кроме того, на островах Риау и Белитунг также имелись поселения хуацяо, которые в быту говорили преимущественно по-китайски.
Если к середине 1965 года около 1460 тыс. хуацяо, то есть почти половина всех проживавших в стране китайцев, приняли индонезийское гражданство и в связи с этим получили некоторые преимущества в сфере экономической деятельности по сравнению с хуацяо без гражданства, то после сентябрьских событий 1965 года правовой статус китайцев оставался запутанным. В 1969 году правительство Сухарто аннулировало договор о двойном гражданстве и долгое время не предпринимало никаких мер по решению проблемы.
По состоянию на 1969 год 67,3 % капиталов хуацяо были сосредоточены в сфере услуг, а 32,7 % — в обрабатывающей промышленности и строительстве (для сравнения, в 1930 году 67,1 % капиталов были вложены в сферу услуг, 30,5 % — в сельское хозяйство и добычу сырья, 2,4 % — в промышленное производство). Таким образом, за почти четыре десятилетия хуацяо переместили свои капиталы из сельского хозяйства в промышленность, а внутри третичного сектора экономики — из торговли в финансовую сферу. Из старых традиционных отраслей присутствие хуацяо было заметно лишь в каучуковых и сахарных плантациях, заготовке леса, производстве каучука и добыче олова.
Несмотря на относительную стабилизацию экономического положения к началу 1970-х годов, а также активное проведение властями политики принудительной ассимиляции местных хуацяо, в Индонезии не наблюдалось существенного ослабления антикитайских настроений среди городских и сельских низов, а также мусульманского студенчества. Уже в 1971 году в стране произошла крупная вспышка антикитайских выступлений, первая после массовых антикитайских погромов 1965 — 1967 годов.

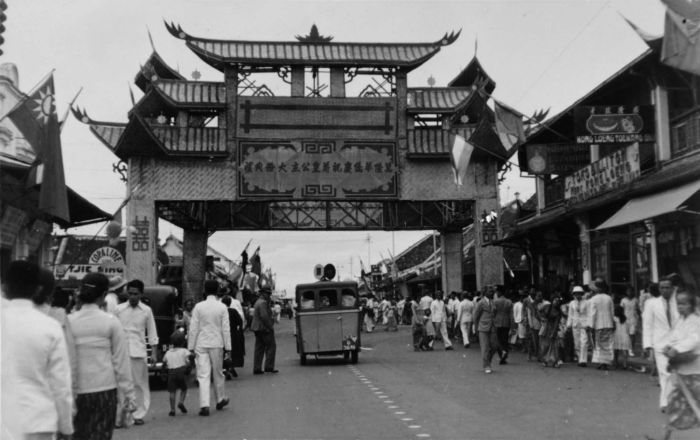
Китайский квартал Бандунга

В августе 1973 года в Бандунге вспыхнули новые массовые антикитайские выступления. На улицы вышло не менее 300 тыс. человек, были разгромлены магазины и лавки, принадлежавшие местным хуацяо, множество людей получили ранения. Армейские подразделения подавили волнения, но в стране развернулось молодёжное протестное движение, главную роль в котором играло мусульманское студенчество, выступавшее против засилья генералов в жизни страны, разгула коррупции и возрастающей роли японских корпораций.
В январе 1974 года десятки тысяч учащихся вышли на улицы Джакарты с протестом против визита в Индонезию японского премьер-министра Какуэй Танаки (вскоре к студенческим волнениям примкнула городская беднота, общая численность выступавших дошла до 500 тыс. человек). В ходе вспыхнувших беспорядков начались поджоги и погромы японских и китайских магазинов и предприятий. Войска разогнали погромщиков, всего в столкновениях 11 человек погибло, около 140 получили ранения, свыше 800 было арестовано. Кроме того, к визиту Танаки был приурочен обыск офиса компании Toyota Astra Motor, принадлежавшей местным хуацяо и японскому капиталу.
На волне антикитайских выступлений власти закрыли многие студенческие издания, запретили студентам заниматься политической деятельностью, расширили кредитование национальной буржуазии. Несмотря на недовольство масс военные кабиры продолжали скупать обширные земельные массивы в сельской местности для создания плантаций или последующей сдачи в аренду китайским компаниям. Всё чаще звучали обвинения в адрес президента Сухарто, его родственников и ближайшего окружения, которые получали комиссионные за различные контракты и преференции от концернов хуацяо и иностранных компаний. В 1976 году власти объявили о введении в действие программы «перевоспитания» хуацяо, направленной, в первую очередь, на руководящую верхушку общины, а также на массовую исламизацию перанакан (в целях интеграции китайцев в индонезийское общество во всех чайнатаунах были организованы пропагандистские «центры укрепления единства нации»).
К концу 1976 года в Индонезии проживало более 4 млн этнических китайцев, в том числе 915 тыс. сохранивших гражданство КНР. В этот период подавляющую часть китайского населения Индонезии составляли выходцы из Фуцзяни и Гуандуна. Они делились на четыре основные этно-лингвистические группы: хакка, говорившие на одноимённом диалекте, фуцзяньцы, говорившие на южноминьском диалекте, выходцы из района Чаочжоу, говорившие на чаошаньском наречии, и гуандунцы, говорившие на кантонском диалекте. Все китайские диалекты, распространённые в Индонезии, подверглись большому влиянию (особенно в лексике) местных языков. Средством общения между китайцами из различных групп служил индонезийский язык. Капитал индонезийских китайцев, без учёта личной собственности и стоимости жилой недвижимости, составлял 3,6 млрд долларов. В стране насчитывалось 5 торгово-промышленных организаций хуацяо (из 15 различных организаций внутри китайской общины в целом).

Составляя незначительную часть населения Индонезии (около 3 %), хуацяо представляли собой очень влиятельную прослойку общества. Они контролировали значительную часть розничной и оптовой торговли (несмотря на все попытки вытеснить этнических китайцев из этих сфер деятельности, на их долю приходилось до 50 % всех торговых операций), 60 % находившихся в обращении денег, владели бо́льшей частью текстильных фабрик и кирпичных заводов, а также многими ресторанами, клубами, отелями, кинотеатрами и компаниями городского общественного транспорта (вплоть до ассоциаций частных таксистов и велорикш). В руках китайских предпринимателей находилось 70 % морского транспорта страны (особенно каботажных судов) и все рыбоконсервные предприятия, им принадлежали 36 из 48 отделений частных банков Джакарты.
В сельской местности, особенно на Яве, Суматре и в прибрежных районах Калимантана, китайцы занимались ростовщичеством и посреднической торговлей рисом, пальмовым маслом, каучуком, копрой, кофе, чаем, какао-бобами, сахаром, табаком, хлопком, хинной корой, гвоздикой, перцем, морепродуктами, овощами и тропическими фруктами. Хуацяо оптом скупали урожай у мелких крестьянских хозяйств или средних плантаций, складировали его или частично перерабатывали, сбывая затем в розницу в городах или продавая большим торговым домам, которые занимались экспортом продукции. Через магазины китайцев крестьяне покупали удобрения, мыло, ткани и другие потребительские товары. Слабость и разобщённость национальной торгово-ростовщической буржуазии способствовала тому, что с колониальных времён монопольное положение в эксплуатации яванского крестьянства заняли хуацяо (однако в 1960 — 1970-х годах, используя поддержку государства, в некоторых районах Суматры и Западной Явы китайскую буржуазию отчасти потеснили представители коренных национальностей).
Помимо многочисленных ломбардов и контор ростовщиков, имевшихся почти в каждой деревне, китайцам принадлежали тысячи мелких «деревенских», «рисовых» и «рыночных» банков, предоставлявших кредиты в денежной и натуральной форме. Также среди хуацяо было немало владельцев частных школ и колледжей, частных госпиталей, поликлиник и аптек, адвокатских и нотариальных контор (особенно в городах Явы). В конце 1970-х годов в частном капитале Индонезии абсолютно превалировал капитал «нон-прибуми», или лиц китайского происхождения. Доля индонезийского капитала («прибуми») составляла около 35 %. Особенностью китайской деловой общины являлось то, что, в отличие от всей диаспоры, в ней не противопоставлялись коммерческие интересы перанакан и тоток (хотя китайские иммигранты первого поколения, конечно же, не допускались к руководству бизнес-сообществом хуацяо Индонезии, они, тем не менее, активно участвовали в общем соперничестве китайцев с национальной буржуазией).
Китайские деловые круги являлись достаточно автономными от властей Индонезии, чему во многом способствовала отлаженная система деловой информации в рамках общины. Эта система позволяла быстро ориентироваться на местном рынке и предвосхищать спрос на товары и услуги. Деловая информация поступала из всех звеньев консолидированной общины, начиная от мелких торговцев и хозяев харчевен, затем обрабатывалась на уровне деловых ассоциаций, деловой прессы и финансово-промышленных корпораций, после чего анализировалась и сберегалась в торговой палате. Ценные сведения, определяющие возможности деловой активности, были доступны для всех звеньев деловых кругов хуацяо, что давало им существенные преимущества перед конкурентами, как национальными, так и иностранными.

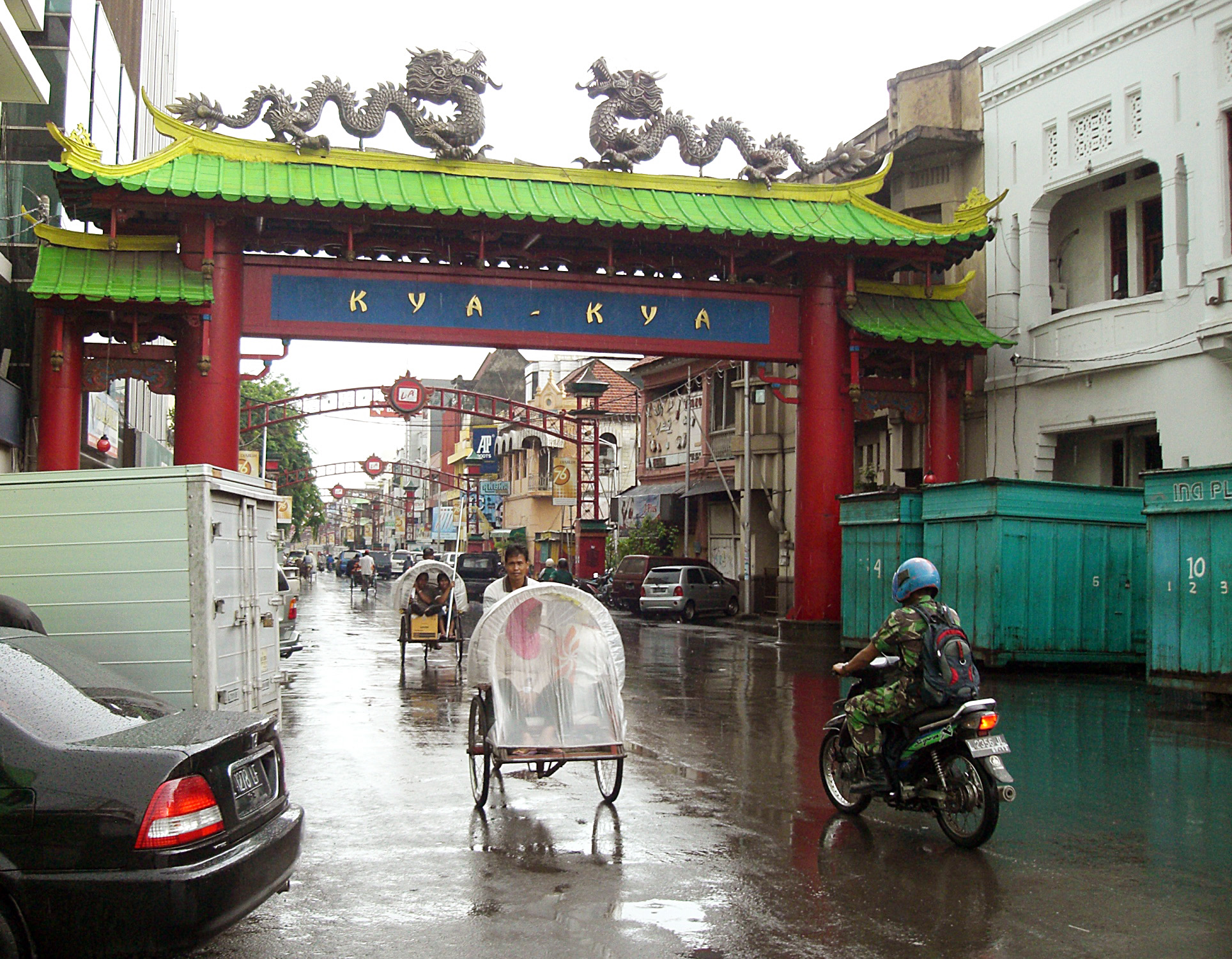
Чайнатаун Сурабаи

На протяжении 1970-х годов происходили рост доли корпоративного капитала, сплачивание китайской буржуазии, слияние мелких и средних капиталов хуацяо. На смену картелям в китайской деловой общине пришли многопрофильные тресты, синдикаты и концерны, объединявшие торговые, транспортные, финансовые и промышленные предприятия. В рамках новообразованных финансово-промышленных групп крупная буржуазия продолжала финансово, организационно и юридически покровительствовать мелкому и среднему китайскому бизнесу, сохраняя устойчивость бизнес-сообщества хуацяо Индонезии.
Характерными особенностями китайской деловой общины этого периода являлись финансовая взаимопомощь, неразглашение сторонним деловой информации, приверженность внутренней деловой этике, ограничение конкуренции между членами общины, разрешение споров и конфликтов с помощью личной унии или собственных общинных структур (землячеств, ассоциаций, бизнес-групп, торговой палаты), применение общественных санкций к нарушителям неписаных правил.
Благодаря тесным неформальным связям между правительственными чиновниками и крупной китайской буржуазией последняя получала (нередко за соответствующее вознаграждение) основную часть льготных государственных кредитов. В то же время под давлением региональных властей и коренной буржуазии, а также из-за конкуренции с современными банками заметно сократился ростовщический бизнес хуацяо. В 1970-х годах крупнейшими банками, находившимися под контролем хуацяо, были Mualin Bank, P.T. Bank Credit, Bank Angkasa Putra, Bank Central Asia и Bank Harapan Santosa. Главными финансово-промышленными группами Индонезии были Astra Уильяма Сурьяджайя, Salim Group / Bank Central Asia Лим Сяо Ляна (или Судоно Салима) и Bank Harapan Santosa Хендры Рахарджи (две последние группы были основаны выходцами из города Фуцин провинции Фуцзянь). Крупнейшая группа Astra с оборотом свыше 1 млрд долларов в год имела интересы в финансовом секторе, промышленности и сельском хозяйстве. Вокруг Salim Group, которую возглавлял богатейший человек Индонезии, группировались мукомольные, цементные, автомобилестроительные и нефтедобывающие предприятия (эта группа имела наиболее тесные связи с правящей верхушкой, особенно с кланом Сухарто).
Китайские фирмы выступали посредниками и проводниками на индонезийский рынок инвестиций и товаров из Японии, США, Германии и Голландии, а также из Гонконга, Сингапура, Малайзии, с Филиппин и Тайваня (во всех пяти последних странах и территориях среди инвесторов преобладали компании местных хуацяо). Свои интересы в Индонезии имели принадлежавшие хуацяо Oversea-Chinese Banking Corporation, Lee Wah Bank и Overseas Union Bank (Сингапур), Bangkok Bank, Bank of Ayudhya и Bank of Asia (Таиланд), Hong Leong Bank (Малайзия), China Banking Corporation и Philippine Bank of Communications (Филиппины), гонконгский The Hongkong and Shanghai Banking Corporation. Также на рынке Индонезии присутствовали братья Куок (торговля сахаром) и группа Чан Мин Тяня (пищевая и деревообрабатывающая промышленность) из Малайзии, семья Дараканда (текстильный конгломерат Saha-Union Group) из Таиланда, семьи Сисип и Паланка (добыча различного сырья, пищевая и лесная промышленность) с Филиппин, гонконгский судоходный магнат Пао (основатель крупнейшей транспортной компании Дальнего Востока World-Wide Shipping Group).
Многие китайские бизнес-группы Индонезии поддерживали тесные связи с хуацяо Юго-Восточной Азии, Гонконга и Тайваня. Например, через таиландца Чина Сопхонпанита, основателя Bangkok Bank и страховой компании Bangkok Insurance, Судоно Салим имел деловые отношения с малайзийско-гонконгским магнатом Робертом Куоком (основатель сахарной корпорации Malayan Sugar Manufacturing и гостиничной сети Shangri-La Hotels and Resorts), сингапурским бизнесменом Робином Ло (основатель судостроительных верфей Robin Shipyard в Сингапуре и владелец недвижимости в австралийском Голд-Косте), бизнесменом Фрэнком Тао, имевшим коммерческие интересы в Гонконге и Сингапуре. Совладельцами базировавшейся в Гонконге International Consolidated Investment Company были бизнесмены-китайцы Он Цзю Цзё (Индонезия), Чан Мин Тянь (Малайзия — Сингапур), Джонни Чен (Филиппины), Чань Кок Сен (Малайзия), Джонни Ма (Таиланд) и Пан Куок Чань (Гонконг).
Основными газетами китайской общины Индонезии были «Компас», издававшаяся с 1965 года на индонезийском языке (близка к Католической партии), «Синар Харапан», издававшаяся с 1961 года на индонезийском языке (близка к Христианской партии), и «Хариан Индонесиа», издававшаяся властями с 1966 года на китайском языке.
К 1979 году в стране имелись четыре основные категории хуацяо: граждане Индонезии (свыше 2 млн человек), граждане Китая (более 1 млн), граждане Тайваня и лица без гражданства (около 70 тыс.). В середине 1979 года был разработан новый план массовой натурализации индонезийских хуацяо, но против него активно выступили правые мусульманские организации, не желавшие того, что бы китайцы получали индонезийское гражданство и тем самым усиливали своё господство в экономике страны.

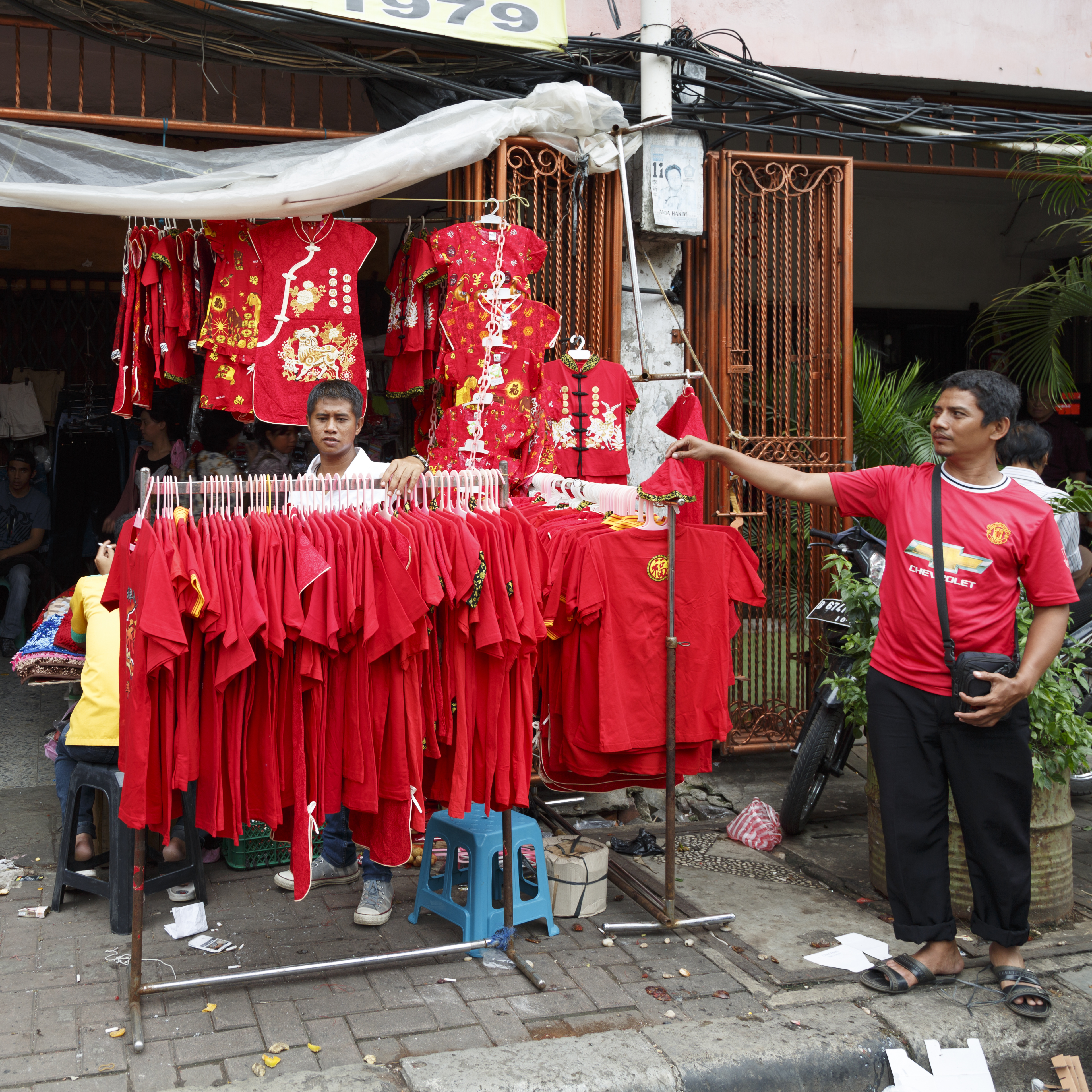
Китайский квартал Джакарты

В 1979 году власти Индонезии провели перепись всех лиц китайского происхождения. В феврале 1980 года был подписан декрет, согласно которому индонезийское гражданство могли получить этнические китайцы, прожившие в стране последние пять лет или десять лет с перерывами. В апреле, а затем в ноябре — декабре 1980 года в Южном Сулавеси, Центральной и Восточной Яве, а также в некоторых городах Суматры вспыхивали массовые антикитайские выступления, которые сопровождались погромами магазинов и человеческими жертвами. В 1981 году антикитайские выступления проходили на Северной Суматре, в 1982 году — в некоторых районах Джакарты. К июлю 1981 года свыше 800 тыс. хуацяо оформили гражданство Индонезии, а от 500 до 600 тыс. местных китайцев остались без гражданства. В первой половине 1980-х годов в Индонезии проживало около 4,5 млн хуацяо или 3 % населения страны (в первой половине 1950-х годов — около 3 млн или 4 %).
В 1981 году была создана «Организация исламского призыва», которая пропагандировала среди перанакан ислам и смешанные браки. В некоторых районах Индонезии по инициативе местных властей среди хуацяо стали проводиться принудительные «недели индонезийского языка», целью которых было убедить китайцев, до сих пор сохранявших приверженность к своим диалектам, отказаться от родного языка. Однако в целом государственная «программа ассимиляции» не имела значительного успеха среди индонезийских хуацяо. Согласно различным оценкам, на начало 1980-х годов хуацяо контролировали 44 банка, им принадлежало от 60 до 80 % частных предприятий, игравших ключевую роль в экономике Индонезии (особенно в области внешней и внутренней торговли, складского хозяйства и другой инфраструктуры, производства цемента и сигарет, жилищного строительства и каботажных перевозок).
В этот же период в экономике Индонезии значительно усилились позиции государственного капитала, на долю которого приходилось до 60 % валовых внутренних вложений в основной капитал (без учёта иностранных инвестиций), тогда как на долю капитала хуацяо — около 28 %, а на долю коренного частного капитала — чуть более 11 %. В начале 1980-х годов в секторе совместных предприятий Индонезии по удельному весу капитал хуацяо участвовал почти на равных с государственным капиталом и капиталом буржуазии коренного происхождения (в объёме иностранного капитала, который занимал в этом секторе основные позиции, весьма значительными были доли инвестиций из Гонконга и предпринимателей-хуацяо из Сингапура и других стран АСЕАН). Компании из Японии, Гонконга, Тайваня и стран АСЕАН предпочитали создавать совместные предприятия с индонезийскими хуацяо, а компании из США и Западной Европы — преимущественно с коренной буржуазией. Крупнейшим совместным предприятием между хуацяо (группа Astra Уильяма Сурьяджая) и японским капиталом (Toyota) являлась основанная в 1971 году компания Toyota Astra Motor.
Продукция Toyota Astra Motor
Коренная буржуазия Индонезии продолжала разжигать антикитайские настроения, используя их с целью оказания давления на правительство в собственных экономических интересах. В ответ индонезийские власти были вынуждены принимать кредитные программы для оказания помощи предпринимателям коренного происхождения. Кроме того, в 1979 и 1980 годах были изданы президентские указы, согласно которым коренная буржуазия получала исключительные права и привилегии в приобретении и распределении товаров. Одной из «грязных», но широко распространённых форм конкурентной борьбы являлась огласка неформальных связей крупных политиков или государственных чиновников с магнатами-хуацяо, что нередко опорочивало или вовсе разрушало карьеру «патрона» определённой китайской бизнес-группы.
Представители коренной буржуазии не только пытались ограничить деятельность хуацяо во внешней торговле, но и выступали против натурализации властями местных китайцев (особенно тоток). Правительство рекомендовало китайским бизнесменам создавать предприятия совместно с коренной буржуазией и даже передавать ей часть своих акций. В ответ на введение квот и выдачу лицензий в определённых отраслях хозяйства только представителям коренной буржуазии хуацяо принялись регистрировать фирмы на подставных людей и скупать лицензии у местных коммерсантов коренного происхождения. В реальности, несмотря на давление со стороны коренной буржуазии и мусульманских кругов, власти негласно поощряли деловую активность хуацяо, расширяли сотрудничество с ними и поддерживали партнёрство хуацяо с иностранным капиталом. В 1983 году Сухарто призвал индонезийских бизнесменов «меньше критиковать китайцев и больше учиться у них деловой сообразительности».
Несмотря на натурализацию и ассимиляцию китайцам не разрешалось занимать высокие посты в государственном аппарате или вооружённых силах, для них существовали квоты при приёме в государственные высшие учебные заведения (не более 7 % от всех студентов), им в паспорта ставили особый знак отличия (многие хуацяо внешне не отличались от окружающего населения, носили индонезийские имена и по другому идентифицировать их в качестве «отдельной категории граждан» не представлялось возможным). В 1984 году с целью устранить наиболее открытое проявление государственной политики этнической дискриминации индонезийских китайцев указом президента из официального употребления был изъят термин «нон-прибуми» («некоренной»), которым с 1971 года обозначали всех хуацяо, независимо от их гражданства.
Как правило, бизнесмены-хуацяо старались дистанцироваться от политики, чтобы избежать дополнительного недовольства индонезийских низов и мусульманских радикалов или обвинений в симпатиях к коммунистическому Китаю. Однако, обладая внушительной экономической силой и существенными богатствами, а также тесными связями с режимом Сухарто, хуацяо всё же могли подспудно влиять на политическую сферу Индонезии (власти Пекина иногда пытались воздействовать через лояльных китайских магнатов на индонезийский политикум, особенно в рамках противостояния с Тайванем или лоббирования своих интересов на международной арене).

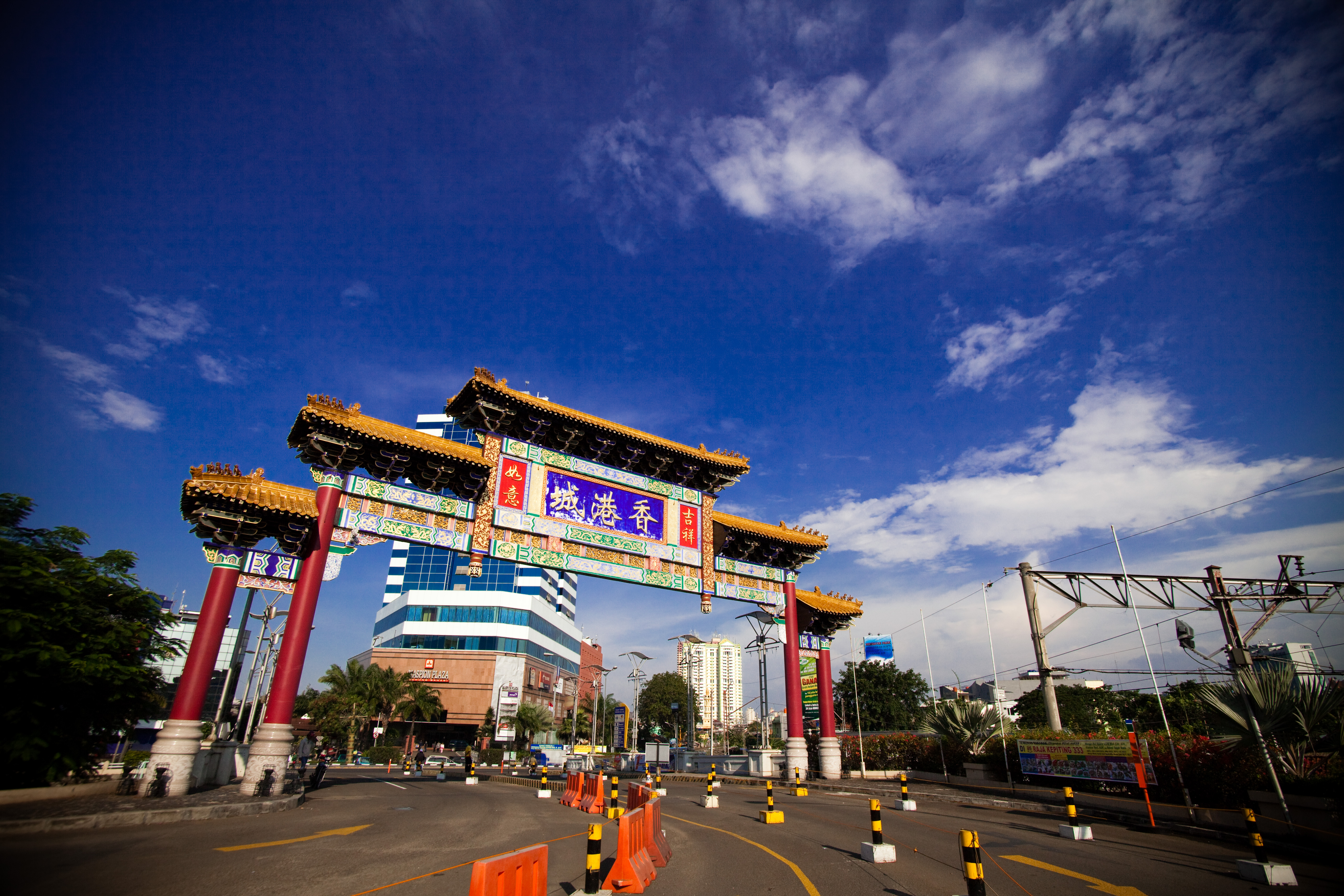
Пайфан чайнатауна Джакарты

Местные китайские бизнесмены, сотрудничавшие с правительственной и военной верхушкой Индонезии, были известны как «чуконги». Они не располагали реальной политической властью, но получали от властей различные концессии, квоты и лицензии, использовали государственные средства в своих целях, выплачивая комиссионные властным «патронам». Крупнейшими «чуконгами» являлись Судоно Салим (Лим Сяо Лян) и Уильям Сурьяджайя (Цзя Цян Дэ), на которых замыкались менее влиятельные группы китайских предпринимателей. Эти два магната имели тесные связи с наиболее высокопоставленными семействами и видными генералами страны, многие из которых становились акционерами и членами советов директоров структур бизнесменов (особенно «вхождением» в бизнес хуацяо славились сыновья и дочери Сухарто).
Рабочие, ремесленники, служащие и мелкие торговцы из числа хуацяо, особенно занятые на предприятиях китайской буржуазии или зависимые от них, не были склонны к острой экономической или политической борьбе за свои права и интересы. Они боялись потерять опеку и помощь со стороны своей общины, само положение которой в индонезийском обществе вынуждало хуацяо демонстрировать свою лояльность по отношению к властям (отчасти из-за опасений быть обвинёнными в каких-либо «подрывных» действиях). Китайские предприниматели при помощи этнического патернализма фактически изолировали наёмных рабочих из числа земляков от общего потока профсоюзного движения Индонезии.
В первой половине 1980-х годов усилился инвестиционный поток со стороны индонезийских хуацяо в особые экономические зоны Китая (Шэньчжэнь, Чжухай, Шаньтоу и Сямынь), а позже — на рынки таких крупных мегаполисов, как Гуанчжоу и Шанхай. Кроме того, многие индонезийские магнаты из числа этнических китайцев продолжали выводить свои капиталы в Сингапур, Малайзию, Гонконг и США (значительная часть «иностранных» инвестиций в экономику Индонезии фактически представляла собой возвращение ранее вывезенных капиталов хуацяо, легализированных за рубежом, а затем, после улучшения инвестиционного климата, вернувшихся в страну).
В октябре 1988 года правительство Индонезии прекратило государственное регулирование банковского сектора и начало программу по привлечению в финансовый сектор иностранных инвестиций. С отменой госконтроля и выходом банков на фондовые биржи в Индонезии начался финансовый бум. К концу 1980-х годов крупнейшими частными банками страны являлись Bank Central Asia и Lippo Bank, принадлежавшие магнатам-хуацяо Судоно Салиму и Мохтару Риади соответственно (причём, Мохтар Риади владел 20-процентной долей и в Bank Central Asia Салима). По состоянию на середину 1990-х годов этнические китайцы контролировали 17 из 25 крупнейших бизнес-групп Индонезии, причём многие из них были тесно связаны друг с другом. Крупнейшими конгломератами хуацяо, чьи ежегодные продажи превышали 47 млрд долларов, являлись Salim Group, Astra International, Sinar Mas Group и Lippo Group, а также две крупнейшие табачные компании Gudang Garam и HM Sampoerna.
Согласно другим исследованиям, опубликованным министерством иностранных дел и торговли Австралии, в первой половине 1990-х годов индонезийские хуацяо контролировали публичные компании, которые в сумме составляли 73 % рыночной капитализации частного сектора страны (за исключением иностранных и государственных компаний, котировавшихся на фондовых биржах). Кроме того, они владели 68 % компаний из 300 крупнейших частных конгломератов страны, в том числе девятью из десяти крупнейших бизнес-групп Индонезии. Таким образом, составляя около 3 % населения Индонезии, хуацяо напрямую или косвенно контролировали около 70 % экономики страны. Помимо вышеупомянутых магнатов китайского происхождения (Судоно Салим и его сын Энтони из Salim Group, Уильям Сурьяджая и его сын Эдвин из Astra International, Эка Чипта Виджаджа и его сыновья Фрэнк и Тегух из Sinar Mas Group, Мохтар Риади и его сын Джеймс из Lippo Group) большим влиянием пользовался хуацяо Мохамад «Боб» Хасан — партнёр Сухарто по гольфу и член МОК, занимавший пост министра торговли и промышленности Индонезии, а также носивший неформальный титул «короля фанеры» (он являлся крупнейшим в мире экспортёром фанеры с годовым оборотом в 4 млрд долларов).

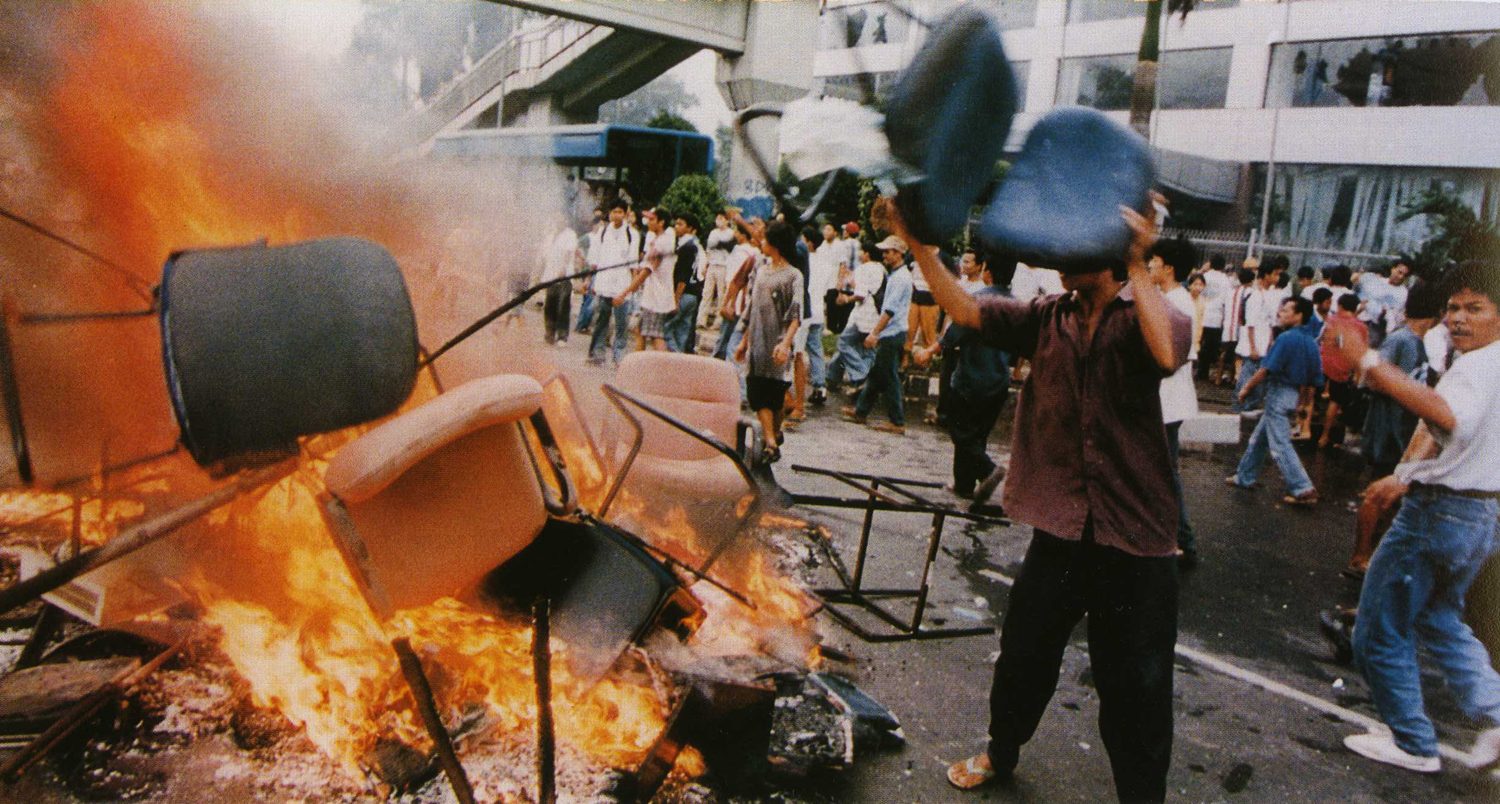
Антикитайский погром в Джакарте в 1998 году

Азиатский финансовый кризис 1997 — 1998 годов не только привёл к разорению многих влиятельных бизнес-групп хуацяо, но и вызвал мощные антикитайские выступления, которые нередко перерастали в погромы и насилие. Так бедные индонезийцы и мусульманское студенчество выражали свой социальный протест против зажиточных китайцев, многие из которых занимались розничной торговлей и ростовщичеством, то есть составляли видимую и наиболее доступную часть китайской буржуазии.
В мае 1997 года политические разногласия в Банджармасине вылились в массовые беспорядки, антихристианские и антикитайские погромы (были сожжены или разграблены несколько церквей, католических школ, буддийских храмов, торговых центров, отелей, отделений банков, домов и офисов компаний, принадлежавших китайцам, погибло более 130 человек).
В мае 1998 года массовые беспорядки охватили Джакарту, Суракарту, Сурабаю, Медан и другие крупные города страны. Основными объектами нападений стали этнические китайцы и их имущество. Толпы протестующих, недовольных экономическим кризисом и политикой властей, громили и грабили рынки, магазины, отделения банков и офисы, принадлежавшие хуацяо, поджигали автомобили и торговые центры. В Джакарте в ходе волнений был сожжён дом самого влиятельного бизнесмена страны Судоно Салима, а сам миллиардер был вынужден бежать в Сингапур. Всего в беспорядках погибло свыше тысячи человек, но большинство из них были грабителями и случайными жертвами, которые не смогли выбраться из огня пожаров. На волне народного недовольства президент Сухарто был вынужден уйти в отставку.
В разгар кризиса крупнейшие банки хуацяо (Bank Central Asia и Bank Lippo) попали под внешнее управление государственных структур. Несмотря на экономические трудности, в конце 1990-х годов хуацяо контролировали 80 % из 300 крупнейших корпораций страны и около 70 % частного сектора экономики Индонезии. Из 15 крупнейших компаний, капитализация которых составляла 92 млрд долларов, 14 находились под контролем хуацяо, из 15 самых богатых семейств страны 12 имели китайское происхождение.
Государственная политика президента Хабиби, проводимая после майских событий 1998 года, была направлена на искоренение политических и социальных ограничений по отношению к индонезийским китайцам. Новое правительство начало кампанию по восстановлению доверия китайских бизнесменов, особенно покинувших Индонезию в период нестабильности (посредником между хуацяо и властями выступила семья китайского магната Мохтара Риади). Одновременно были проведены реформы, направленные на деолигархизацию экономики страны, однако конгломераты хуацяо довольно быстро восстановили своё былое могущество. Если в период правления Сухарто среди китайских бизнесменов доминировали фуцзяньцы (или хокчиу), то после его свержения на передовые позиции выдвинулись другие бизнес-группы хуацяо. Согласно данным переписи 2000 года крупнейшие общины хуацяо располагались в Джакарте (460 тыс.), Западном Калимантане (353 тыс.), Восточной Яве (191 тыс.), Риау (177 тыс.), Центральной Яве (165 тыс.), Западной Яве (163 тыс.), Банка-Белитунг (104 тыс.) и Бантене (90 тыс.).

## Современное положение

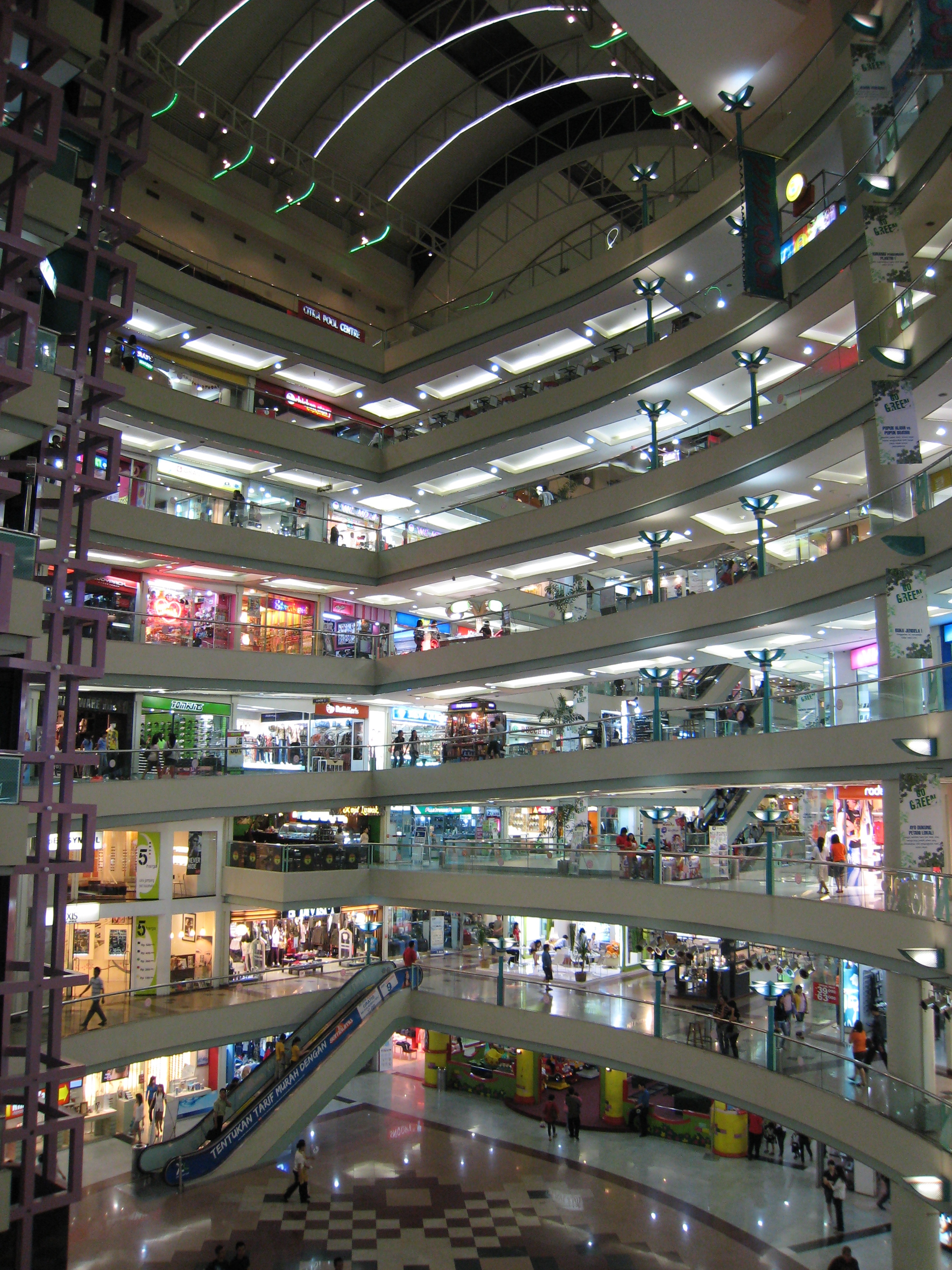
Ciputra Shopping Mall в Джакарте

На начало 2000-х годов в Индонезии действовало около восьмидесяти частных банков хуацяо, которые составляли 70 % частного банковского сектора страны, и десять страховых компаний. Пять банков, принадлежавших китайскому капиталу, имели разрешение на валютные операции и действовали во многих странах Юго-Восточной Азии, Дальнего Востока, Северной Америки и Западной Европы. Большинство иностранных инвестиций и других финансовых операций из Китая, Гонконга и Сингапура проходило через банки индонезийских хуацяо.
В области торговли капитал хуацяо, тесно связанный с международными корпорациями, контролировал около 90 % всех частных супермаркетов, бо́льшую часть непродуктовых торговых сетей и больших торговых центров (моллов), экспортно-импортных операций и оптовой торговли.
В обрабатывающей промышленности Индонезии на долю хуацяо приходилось свыше 73 % крупных частных компаний и около 60 % малых и средних частных предприятий. Китайцы контролировали свыше половины производства муки, цемента, автомобилей и электроники, свыше половины экспорта древесины и фанеры, более 90 % табачного рынка страны (особенно местных сигарет кретек).
В агропромышленном секторе предприятия хуацяо влиятельны в плантационном хозяйстве, рыболовстве, птицеводстве, они занимают существенную долю рынка пальмового масла, сахара, табака, перца, кофе, копры, а также риса, кукурузы, арахиса и спаржи.
В 2000 году сингапурская компания Cycle & Carriage завершила приобретение индонезийского многопрофильного холдинга Astra International (в 2005 году холдинг стал дочерней структурой сингапурской Jardine Cycle & Carriage, входящей в состав гонконгской группы Jardine Matheson). В правление президента Вахида был отменён запрет на общественную демонстрацию китайской культуры. Власти позволили хуацяо без дополнительных разрешений проводить свои праздники и традиционные церемонии. В 2002 году новый президент Сукарнопутри объявила, что с 2003 года китайский Новый год будет отмечаться как национальный праздник. Всё это положительно сказалось на бизнес-климате хуацяо Индонезии. Также в 2002 году контрольный пакет акций Bank Central Asia купили табачные магнаты братья Роберт и Майкл Хартоно.
По состоянию на 2005 год в Индонезии проживало свыше 7,5 млн этнических китайцев различной степени ассимиляции. В 2005 году Путера Сампурна продал крупнейшую табачную компанию HM Sampoerna американской группе Philip Morris International. В 2006 году был принят новый закон о гражданстве, согласно которому любой уроженец Индонезии независимо от национальности и вероисповедания мог баллотироваться на пост президента (кроме того, дети иностранцев, родившиеся в Индонезии, имели право просить индонезийское гражданство). В 2008 году Эка Типта Виджаджа продал Bank Internasional Indonesia, входивший в десятку крупнейших банков страны, малайзийскому Maybank. Также в 2008 году Bank Lippo слился с крупным индонезийским PT Bank CIMB Niaga, входившим в малайзийскую CIMB Group.
Согласно данным переписи 2010 года крупнейшие общины хуацяо располагались в Джакарте (632 тыс.), Западном Калимантане (358 тыс.), Северной Суматре (340 тыс.), Западной Яве (255 тыс.), Восточной Яве (244 тыс.), Бантене (184 тыс.), Центральной Яве (140 тыс.), на островах Риау (129 тыс.), в Риау (102 тыс.), Банка-Белитунг (100 тыс.), Южной Суматре (72 тыс.), Южном Сулавеси (44 тыс.) и Лампунге (40 тыс.). В 2013 году медиа-магнат Хари Танусудибджо приобрёл ICB Bumiputera Bank, который осенью 2014 года преобразовал в MNC Bank. В том же 2014 году сингапурская компания Overseas Union Enterprise Мохтара Риади купила за 368 млн долларов 73-этажный лос-анджелесский небоскрёб U.S. Bank Tower, а Теодор Рахмат продал большую часть акций Bank Sahabat Purba Danarta структурам Bank BTPN.
По состоянию на лето 2014 года крупнейшими частными конгломератами Индонезии по рыночной капитализации были Astra Group (474,74 трлн рупий), Salim Group (172,03 трлн рупий), Lippo Group (120,84 трлн рупий) и Sinar Mas Group (112,07 трлн рупий). Крупнейшими активами Astra Group были Astra International, Toyota Astra Motor, Astra Daihatsu Motor, Astra Agro Lestari, Astra Otoparts, Astra Graphia, United Tractors и Astra Credit (автомобили, сельхозтехника, тяжёлое оборудование, сельское хозяйство, горнодобыча, энергетика, финансовые услуги, информационные технологии, инфраструктура и логистика). Всего в 183 компаниях группы работало свыше 225 тыс. человек.
Крупнейшими активами Salim Group были Indofood, IndoAgri, Indolakto, Salim Ivomas Pratama, London Sumatra Indonesia, Nestlé Indofood Citarasa Indonesia, PepsiCola Indobeverages, Quaker Indonesia, Indoritel Makmur Internasional, Indomaret, Nippon Indosari Corpindo и Fast Food Indonesia (сельское хозяйство, потребительские товары, логистика и розничная торговля). Крупнейшими активами Lippo Group были Lippo Karawaci, Lippo Cikarang, Matahari и First Media (недвижимость, строительство, розничная торговля и медиа-бизнес). Крупнейшими активами Sinar Mas Group были Bumi Serpong Damai, Sinar Mas Agro Resources and Technology и Smartfren Telecom (недвижимость и сельское хозяйство). Замыкала пятёрку частных конгломератов, принадлежавших хуацяо, Ciputra Group (27,63 трлн рупий).
Среди проблем, с которыми приходится сталкиваться мелким и средним китайским торговцам, особенно на периферии, выделяется нелегальная и откровенно криминальная деятельность ультраправых группировок наподобие «Молодёжи Панча Сила», состоящих из ветеранов массового террора 1965—1966 годов. Кроме сбора дани с предпринимателей-хуацяо эти парамилитарные формирования, находящиеся под покровительством региональных властей и армейских генералов, занимаются охраной компаний и торговых сетей, захватом крестьянских земель под плантации и жилищную застройку, «крышеванием» нелегального игорного бизнеса, контрабанды и вырубки лесов.
После того, как в мае 2017 года был осуждён бывший губернатор Джакарты Басуки Чахая Пурнама, исламисты повели наступление на богатых китайцев.

### Крупнейшие финансово-промышленные группы

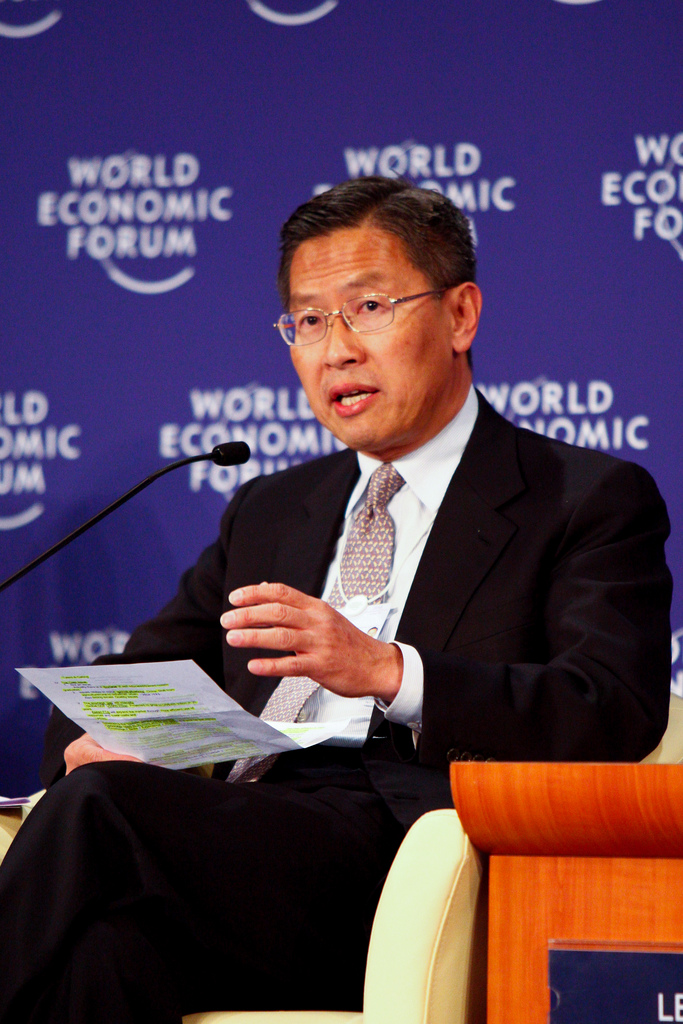
Джеймс Риади — руководитель Lippo Group

Основные активы хуацяо сосредоточены в банковском деле, страховании, недвижимости, розничной торговле, гостиничном деле, плантационном хозяйстве, табачной, пищевой (пальмовое масло), горнодобывающей, лесной, целлюлозно-бумажной и нефтегазовой промышленности, медиа-бизнесе, телекоммуникациях, транспорте и медицинском бизнесе. По состоянию на весну 2015 года богатейшими хуацяо Индонезии были:
- Братья Роберт Буди (9 млрд долл.) и Майкл (8,7 млрд долл.) Хартоно, проживающие в Кудусе (Центральная Ява) — крупнейший частный банк страны Bank Central Asia и табачная компания Djarum[172][173].
- Мохтар Риади и его сыновья Стивен и Джеймс (2,6 млрд долл.), проживающие в Джакарте и Сингапуре — конгломерат Lippo Group (недвижимость, медиа-бизнес, телекоммуникации, сети торговых центров, гипермаркетов и кинотеатров, медицинское обслуживание и страхование, банковское дело)[161].
- Бахтиар Карим (2 млрд долл.), проживающий в Медане — конгломерат Musim Mas Group (производство пальмового масла, мыла, маргарина и биодизеля, торговля зерном, судоходство и плантационное хозяйство)[174].
- Теодор Рахмат (1,9 млрд долл.), проживающий в Джакарте — производитель пальмового масла Triputra Agro, плантационная компания Kirana Megatara, интересы в дилерской компании Daya Group (продажа автомобилей и мотоциклов), гостиничном и медицинском бизнесе. Двоюродный брат Рахмата — миллиардер Эдвин Сурьяджая[162].
- Чипутра (1,8 млрд долл.), проживающий в Джакарте — конгломерат Ciputra Group (гостиничное дело, торговая, офисная и жилая недвижимость, строительство)[175].
- Суканто Таното и его сын Андерсон (1,8 млрд долл.), проживающие в Сингапуре — конгломерат Royal Golden Eagle International (лесная и целлюлозно-бумажная промышленность, производство пальмового масла), плантационная компания Asian Agri и нефтегазовая компания Pacific Oil & Gas[176].
- Дато Шри Тахир (1,7 млрд долл.), проживающий в Джакарте — конгломерат Mayapada Group (недвижимость, строительство, гостиничное и издательское дело, розничная торговля, медицинское обслуживание) и Bank Mayapada[177].
- Мурдая Пу (1,7 млрд долл.), проживающий в Джакарте — конгломерат Central Cipta Murdaya (информационные технологии, лесная промышленность, плантационное хозяйство, выставочный и медиа-бизнес)[178].
- Мартуа Ситорус (1,7 млрд долл.), проживающий в Сингапуре — совладелец сингапурской агропромышленной корпорации Wilmar International (производство пальмового масла, сахара, биодизеля и химикатов, плантационное хозяйство) и недвижимости в Лондоне (небоскрёб Aviva Tower)[179].
- Хари Танусудибджо (1,4 млрд долл.), проживающий в Джакарте — конгломерат MNC Group (медиа-бизнес, финансы, недвижимость, добыча сырья, энергетика и транспорт)[160].
- Эдвин Сурьяджая (1,2 млрд долл.), проживающий в Джакарте — конгломерат Saratoga Investama Sedaya (телекоммуникации, энергетика, угольная промышленность, авиаперевозки, продажи мотоциклов, доля в компаниях Adaro Energy, Tower Bersama Infrastructure и Mitra Pinasthika Mustika)[180].
- Джоко Сусанто (1,1 млрд долл.), проживающий в Джакарте — крупнейшая в стране сеть мини-маркетов Alfamart[181].
- Лоу Тук Квон (1 млрд долл.), проживающий в Джакарте — угольная компания Bayan Resources[182].

Среди других влиятельных бизнесменов-хуацяо выделялись Сусило Воновиджоджо (табачная компания Gudang Garam), Энтони Салим (конгломерат Salim Group, в сферу интересов которого входят продукты питания, розничная торговля, телекоммуникации, недвижимость, банковское дело, плантационное хозяйство), Эка Чипта Виджаджа (конгломерат Sinar Mas Group, в сферу интересов которого входят пальмовое масло, бумага, медиа-бизнес, телекоммуникации и недвижимость), Бунджамин Сетиаван (медицинская компания Mitra Keluarga и фармацевтическая компания Kalbe Farma), Путера Сампурна и его сын Майкл (инвестиционная компания Sampoerna Strategic с интересами в агробизнесе, финансовых услугах, недвижимости, телекоммуникациях и лесной промышленности, а также плантационная компания Sampoerna Agro и лондонское казино Les Ambassadeurs), братья Кушнан и Рушди Кирана (крупнейшая частная авиакомпания страны Lion Air), Эка Чандранегара (оператор недвижимости и застройщик Mulia Land, производитель строительных материалов Mulia Industrindo), Эдди Катуари (конгломерат Wings Group, выпускающий бытовую химию, мыло, продукты питания и упаковочные материалы, а также имеющий интересы в недвижимости).
Также в группу наиболее влиятельных хуацяо входили Кунчоро Вибово (конгломерат Kawan Lama, объединяющий розничную торговлю оборудованием и электроникой, а также дистрибуцию чая), Чилиандра Фангионо (производитель пальмового масла и плантационная компания First Resources), Александр Теджа (оператор сети торговых центров Pakuwon Group и застройщик Centrum Utama Prima), Лим Хариянто Виджая Сарвоно (конгломерат Harita Group, объединяющий производителя пальмового масла Bumitama Agri, интересы в плантационном хозяйстве, лесной и горнодобывающей промышленности, производстве бокситов и глинозёма), Ирван Хидаят (фармацевтическая компания Sido Muncul), Тхе Нин Кин (строительная компания Alam Sutera Realty, птицеводческая компания Argo Manunggal Group, интересы в недвижимости, страховании и металлургии), Джоги Хендра Атмаджа (пищевая корпорация Mayora Group), Праджого Пангесту (конгломерат Barito Pacific с интересами в недвижимости, нефтяной и лесной промышленности, нефтехимическая компания Chandra Asri Petrochemicals). Китайцам принадлежат доля в крупнейшем медиа-концерне Kompas Gramedia Group и многие другие корпорации Индонезии. Довольно значительную прослойку среди индонезийских миллиардеров составляют христиане (например, Мохтар Риади, Теодор Рахмат, Эдвин Сурьяджая, Хари Танусудибджо, Путера Сампурна, Кушнан и Рушди Кирана и другие). Китайцем-христианином являлся и губернатор Джакарты Басуки Чахая Пурнама.

## Комментарии
1. ↑  К началу XX века основная масса перанакан утратила свой язык и использовала для общения «базарный» малайский, а с появлением индонезийского языка надобность в некогда популярном малайско-китайском диалекте и вовсе отпала[57].
2. ↑  Координирующую роль среди землячеств играли «Дуннанья фуцзянь цзунхуэй» (Федерация ассоциаций фуцзяньцев Юго-Восточной Азии) и «Чжунхуа хуэйгуань» (Федерация китайских ассоциаций Индонезии)[69].
3. ↑  Указ запрещал китайцам, не имевшим индонезийского гражданства, вести розничную торговлю в сельской местности[76].
4. ↑  К 1965 году БАПЕРКИ имела 409 отделений и насчитывала в своих рядах 285 тыс. членов. В октябре 1965 года деятельность БАПЕРКИ была запрещена, а руководство организации арестовано по обвинению в сотрудничестве с коммунистами[87].
5. ↑  После разрыва индонезийско-китайских отношений в Индонезии сложились крупные нелегальные синдикаты торговцев-хуацяо, которые контрабандой ввозили потребительские товары из Китая через Гонконг и Сингапур. Кроме того, официальная политика ограничений породила нелегальный экспорт капитала из Индонезии в «финансовые гавани» региона[89].
6. ↑  Если в середине 1930-х годов в Индонезии имелось всего 6 тыс. китайцев-христиан, то в 1967 году насчитывалось уже 110 тыс. католиков и не меньшее число протестантов. Численность мусульман среди хуацяо незначительна, причём к ним пренебрежительно относятся как индонезийцы, так и остальные китайцы[92].
7. ↑  Такая практика в народе получила название «Али-Баба», где под «Али» подразумевается партнёр-мусульманин, а под «Баба» — реальных хозяин-китаец[132].